# 営団7000系電車
営団7000系電車（えいだん7000けいでんしゃ）は、1974年（昭和49年）に登場した帝都高速度交通営団（営団）の通勤形電車である。2004年（平成16年）4月の営団民営化にともない、東京地下鉄（東京メトロ）に継承され、2022年に東京地下鉄での運用を終了した。
本項ではインドネシアに譲渡された7000系電車についても記述する。

## 概要
1974年の有楽町線開業に合わせて製造された。当時は1971年（昭和46年）に量産が開始された千代田線用の6000系車両が営団地下鉄における標準車両として位置付けられており、また検査業務を行う綾瀬工場での保守作業の共通化のため、車体・台車・機器など同系列とほぼ同じ仕様となった。ただし、制御装置には6000系の電機子チョッパ制御の改良型であるAVF（自動可変界磁、Automatic Variable Field）式チョッパ制御を採用し、さらなる電力消費量の抑制を図った。
1989年（平成元年）までに10両編成34本、計340両が製造された。製造メーカーは日本車輌製造・東急車輛製造・川崎重工業・近畿車輛である。
製造費用は1989年度増備の6次車（10両編成）で、1編成あたり13億6,416万円である。

## 外観
前述の通り6000系と共通設計になったため、車体は20m両開き4扉のアルミニウム合金製で、外観・側面の見付けも準拠している。1両あたりの車両重量は6000系よりも約1t重く、外観の違いとしてラインカラーは有楽町線用のゴールドに見合う黄色の帯を配している。さらに、乗り入れが予定されていた西武鉄道において優等列車に使用されることを考慮して、前面非常口上部に列車種別表示窓を設置し、側面表示器については種別表示用と行先表示用をそれぞれ1両あたり車端部に2か所（先頭車1か所）設置し、種別表示用は準備工事とした（その後については後述）。そのため、前面車両番号表記は前面非常口の中央に表記している。
営団地下鉄時代には前面非常口と各側面の側窓上部1か所に営団団章（シンボルマーク、以下、営団マーク）が取り付けてあった。マークの塗装は6000系と異なり紺色となっている。その後、東京メトロへの移行時には営団マークは剥がされ、東京メトロのロゴに交換された。第20編成は東京メトロ移行直前に行われた営団赤塚駅・営団成増駅の改称に伴う臨時列車に使用する際、前面に一時的に営団マークを貼り付けて運用されている。

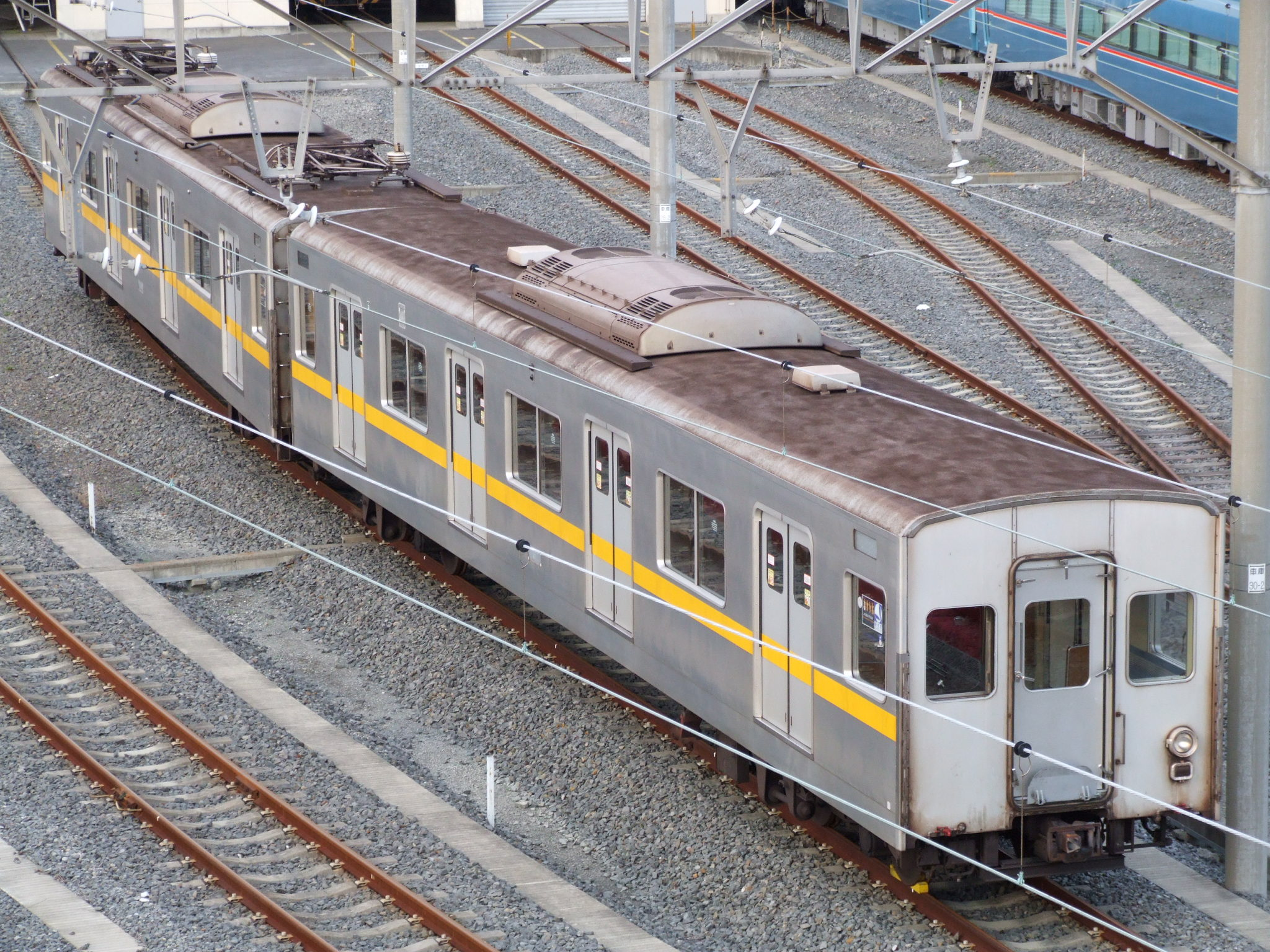
中間運転台を装備している7000系
（2007年11月16日 新木場検車区）

第01 - 20編成は当初5両編成（7100形 - 7700形 - 7800形 - 7900形 - 7000形で組成）で落成したが、1983年（昭和58年）6月24日の池袋 - 営団成増（現・地下鉄成増）延伸開業時に5両の中間車を追加で新造し、10両編成に増結された。この時に組み込まれた中間車5両は7200形 - 7600形に該当するが、先に落成した8000系の仕様を取り入れている。このため、外観上はドアガラスの大きさや側窓の仕様などが異なるものとなっている。車両間には後に転落防止幌が設置された。
1983年（昭和58年）10月1日に西武有楽町線小竹向原 - 新桜台間が部分開業したが、西武鉄道の他線と連絡のない区間となり、同社では車両の新造を行わずに使用料を支払って本系列の1編成を（編成は特定せずに）借用していた。実際に西武鉄道が有楽町線乗り入れ対応の車両（6000系）を製造したのは1992年（平成4年）からであり、1994年（平成6年）12月7日の西武有楽町線新桜台 - 練馬間の暫定単線開業から同線に乗り入れている。

### 集電装置・冷房装置など

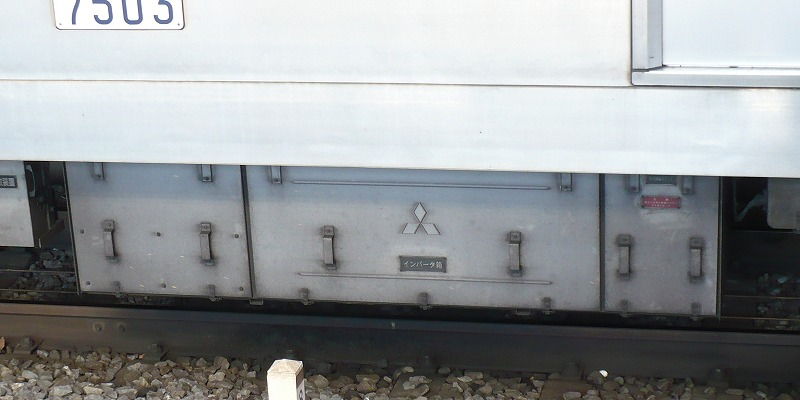
第01 - 20編成の冷房改造車に搭載された三菱製120kVA静止形インバータ装置
（NC-FAT120A形）

パンタグラフは剛体架線に対応した菱形のPT43形を7300形・7700形・7900形に2基と7100形に1基を搭載した。（10両編成化後の時期）その後、5次車以降は7100形のパンタグラフは省略され、1次 - 4次車についても1997年（平成9年） - 2003年（平成15年）頃の間に全車両で撤去を実施した。その後、10両編成車では7700形と7900形の新木場側の各1基は使用されず、10両編成では1編成あたり4基を使用している。
当初の1・2次車は非冷房車であり、屋根上にベンチレーターが設置してあった。3次車からは冷房搭載準備車とされ、屋根上に集中式冷房装置が取り付けられるように準備されており、開口部は板で塞がれ、ベンチレーターが2台あった。さらに冷房配線も施工されており、冷房装置本体と電源装置を取り付ければ、すぐに冷房装置が使用できるようになっていた。当初の冷房方式は稼働率制御方式（ON/OFF制御）で、電源は三相交流440V,60Hzを出力するブラシレスMG（5両分の給電能力を有する160 kVA）が想定されていた。ただし、実際の冷房化改造時には直流600Vを電源とするインバータ制御式冷房装置とDC-DCコンバータ電源の省エネルギー型システムの採用に変更された。その後の1988年（昭和63年）に落成した5次車から新製時より冷房装置を搭載した。また、同年より冷房化が容易な構造である第21編成以降の冷房化工事が開始され、こちらは1990年（平成2年）までに完了した。
非冷房車と冷房準備車の合わせた第01 - 20編成はそれより遅く、1991年（平成3年）から1994年（平成6年）にかけて冷房化が施工された。また、冷房化工事施工中の1991年夏には冷房化率を上げるため冷房準備車を多く含む7100形 - 7500形の新木場方5両のみ冷房車とした「半分冷房車編成」が存在していた。
冷房装置はいずれも集中式で、能力48.84kW (42,000kcal/h) 出力である（車内の仕様や更新車は後述）。搭載時期によって外観キセ形状や編成で2台ある電源機器が異なる。搭載時期の早い第21編成以降（新製冷房車を含む）は冷房装置がインバータ制御式で、装置キセ形状は角形、電源は130kW出力のDC-DCコンバータである。搭載時期の遅い第01 - 20編成の冷房装置は稼働率制御方式（ON/OFF制御方式）で、装置キセ形状は丸みを帯びており、電源は三菱電機製の120kVA出力の静止形インバータ (SIV) である。また、この形状の冷房を搭載する先頭車はその設置位置がやや中間車寄りである。

## 車内内装
当初の内装は6000系2次車までの仕様をベースとしているが、3次車からは8000系の設計思想を取り入れている。なお、ここで述べる内装の仕様は基本的に落成時におけるものであり、その後の改良点などは後述の更新工事の項を参照のこと。
客室内装は1・2次車においては6000系をベースとしており、側面や妻方向は暗いベージュ色、袖仕切りは木目調とし、天井は白色系の化粧板を使用している。床材は灰色の単色である。座席モケットは赤色とし、シルバーシート（現・優先席）は青色とした。その後の3次車以降は赤色の区分柄入りモケットとした。また、袖仕切りの形状を変更し 床と接せずに座席付近の高さまで短縮されたほか、蹴込み形状を斜めに変更した。
4次車以降では側面・妻面など化粧板をアイボリー系に、袖仕切りは薄い黄色系へと配色が大きく変更された。床材は茶色と黄土色の2色で、濃淡フットライン入りとした。座席モケットは茶色系で、区分柄入りのものである。この配色は最終の6次車にまで引き継がれた。
側窓は1・2次車では上段下降・下段上昇式の2段式であり、上下寸法は小さい。3次車では大きさを拡大し、一段下降式の窓とした。客用ドアは車内側も化粧板仕上げであり、1・2次車のドアガラスはやや小さく、6000系初期車と同じ大きさである。3次車においてはやや拡大されたものとなった。
車内天井の冷風の送風は、1・2次車は冷房化時に後付けで冷房用ダクトが取り付けられ、当初からある扇風機を併用するスポット方式としている。3次車以降は平天井構造で当初より冷房ダクト・吹き出し口と補助送風機としてラインデリアが設置された。
当初5両編成で製造された1・2次車の貫通路は基本的に大形断面の広幅貫通路だが、7700形の和光市方に貫通扉が設置され、2+3両に仕切れるようにされていた。3次車以降は基本的に狭幅貫通路構造とし、各妻面に貫通扉が設置されたが、同車のうち1・2次車と連結される部分のみが広幅貫通路構造となっていた。
車内のつり革は三角形であり、落成時は座席前のみに設置してあったが、後年に客用ドア上部線路方向にも増設したほか、ドア付近のつり手棒間に枕木方向を結ぶ横棒が増設されている。優先席付近のものは2005年（平成17年）12月頃にオレンジ色のものに取り替えられた。
座席長さについて
1・2次車の扉間の座席長さは6.5人掛けの2,920 mmであり、7人掛けでは1人分の掛け幅は417.1 mmと狭くなり、6人掛けでは486.6 mmとやや広くなる。ラッシュ時には窮屈だが7人掛けで座り、閑散時には6人掛けでゆったり座るためのものとした。閑散時にゆったり座るため、座席を3人-4人で分割せず、中央で分割している。車端部の座席は3人掛けで1,454.5 mm長、いずれもドア横の立ちスペースは250 mmである。この方法は座席定員に問題点が残るが、ドア横の立席スペースを一定に確保するためとした。
3次車以降は扉間隔（ドアピッチ）を1・2次車の3,500 mmから3,450 mmに変更した（客用扉と合わせた間隔は4,800 mmから4,750 mmとなる）。合わせて扉間の座席長さは、1人分の掛け幅430 mm×7人 ≒ 3,010 mmとなり、ドア横の立ちスペースは180 mmに縮小された。車端部の座席は3人掛けで430 mm×3人 ≒ 1,290 mm長、ドア横の立ちスペースは200 mmである。

### 乗務員室
乗務員室内は緑色の配色、運転台計器盤などは紺色の配色である。主幹制御器は縦軸回転式2ハンドル（デッドマン装置なし）で、ブレーキハンドルは取り外し式である。速度計は120km/hまでの表示であり、当初の黒地から後に白地のものになっている。運転台計器盤には速度計と表示灯類があり、圧力計とブレーキ指示計がマスコンハンドルとブレーキハンドルの間に水平方向に設置されている。
乗務員室と客室の仕切りには、客室から見て左端に小窓、右端に乗務員室扉窓がある。遮光幕は小窓部分のみある。

## 走行機器など

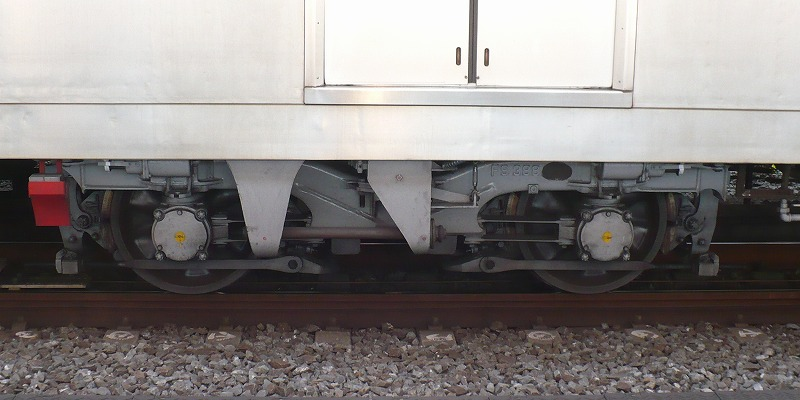
1次車のS形ミンデン式台車
（FS388形）

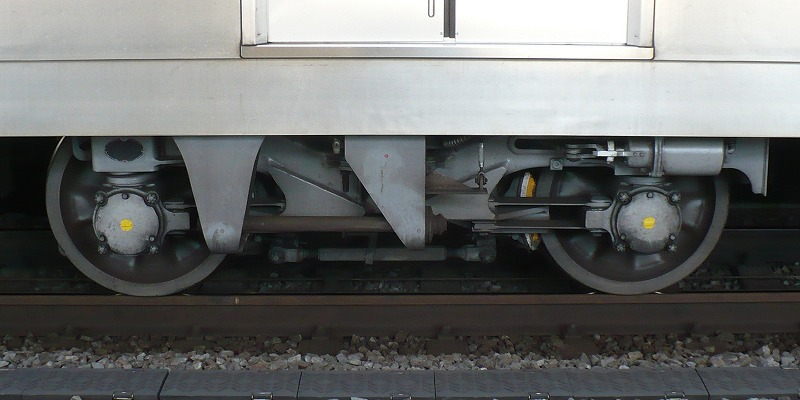
3次車以降のSUミンデン式台車（FS515形）
基礎ブレーキを両抱き式から片押し踏面式に変更した

制御装置は、6000系の電機子チョッパ制御を発展させたAVF式（自動可変界磁式）チョッパ制御方式を採用している。同系列に残っていた界磁抵抗器を廃したフルチョッパ制御であり、界磁制御多用に伴って主電動機の定格回転数を6000系の2,300rpm（90%界磁）から2,100rpm（80%界磁）に下げたため定格速度は55km/hから50km/hに下がったが、最弱め界磁率は52%から38%に拡大された。さらに低速での加速性能向上化や同系列よりも回生ブレーキの作用範囲が広いために電力消費量も減少した。なお、本系列の回生ブレーキは51%界磁から使用する。
制御装置の素子には逆導通サイリスタが使用されている。素子の冷却方式は1・2次車では送風機（ブロワー）による強制風冷方式を採用したが、3次車以降ではフロン沸騰冷却方式が採用されて低騒音化、保守性の向上が図られている。制御装置のメーカーはいずれも三菱電機または日立製作所である。制御器の素周波数は330Hz、合成周波数は660Hzである。
装置は本系列での採用に先駆けて、1973年（昭和48年）3月から5月に6000系第1次試作車の車内に艤装して千代田線において現車試験を実施した。機器は三菱電機製だが、試験は日立製作所との共同で実施された。この現車試験は予想を大きく上回る好成績を収め、8000系においても同様の装置が採用された。当初の1基当たりの主電動機出力は150kWで、6000系第01 - 34編成の145kWよりやや強化されている。歯車比は6000系と同じ1:6.53である。
台車は、1次車では6000系とほぼ同じ片板バネ式軸箱支持のS形ミンデン式台車FS-388形を採用し、基礎ブレーキは両抱き式踏面ブレーキとした。その後の2次車ではU形ゴムパッドを挿入したSUミンデン式台車FS-388A形に変更された。さらに3次車からは同形で基礎ブレーキを片押し踏面式としたSUミンデン式台車FS-515形に変更された。
起動加速度は3.3km/h/s、常用減速度は3.5km/h/s、非常減速度4.5km/h/sで、減速度は6000系の常用3.7、非常4.7よりやや低くなっている。これは06系や07系（東西線転籍前）でも同様だが、運転台のブレーキ設定器はノッチが刻んであり、その常用段数は有楽町線車両が7段、千代田線車両が8段であり、1段あたりの減速力は本系列の方が高い。

## 編成

### 編成表
更新改造後の編成形態を以下に示す。
- 10両編成 （第01・02・04・05・10・18編成）

|          | ← 新木場／渋谷・横浜・元町・中華街和光市・小川町・飯能 → |                          |                          |                          |                          |                          |                          |                          |                          |                          |
| 号車     | 10                                                       | 9                        | 8                        | 7                        | 6                        | 5                        | 4                        | 3                        | 2                        | 1                        |
| 形式     | 7100形 (CT1)                                             | 7200形 (T2)              | 7300形 (M1)              | 7400形 (M2')             | 7500形 (Tc1)             | 7600形 (Tc2)             | 7700形 (M1)              | 7800形 (M2)              | 7900形 (M1)              | 7000形 (CT2)             |
| 機器配置 |                                                          |                          | VVVF                     | MG,CP                    | SIV                      | SIV                      | VVVF                     | MG,CP                    | VVVF,MG                  | CP                       |
| 車両番号 | 7101 7104 7105 7110 7118                                 | 7201 7204 7205 7210 7218 | 7301 7304 7305 7310 7318 | 7401 7404 7405 7410 7418 | 7501 7504 7505 7510 7518 | 7601 7604 7605 7610 7618 | 7701 7704 7705 7710 7718 | 7801 7804 7805 7810 7818 | 7901 7904 7905 7910 7918 | 7001 7004 7005 7010 7018 |

- 10両編成 （第02編成）

|          | ← 新木場／渋谷・横浜・元町・中華街和光市・小川町・飯能 → |             |             |             |             |             |              |             |             |              |
| 号車     | 10                                                       | 9           | 8           | 7           | 6           | 5           | 4            | 3           | 2           | 1            |
| 形式     | 7100形 (CT1)                                             | 7300形 (M1) | 7400形 (M2) | 7500形 (Tc) | 7700形 (M1) | 7800形 (M2) | 7600形 (Tc') | 7200形 (T2) | 7900形 (M1) | 7000形 (CM2) |
| 機器配置 |                                                          | VVVF        | MG,CP       | SIV         | VVVF        | MG,CP       | SIV          |             | VVVF,MG     | CP           |
| 車両     | 7102                                                     | 7302        | 7402        | 7502        | 7702        | 7802        | 7602         | 7202        | 7902        | 7002         |

- 8両編成（第03・09・13・15・16・19・20・27 - 34編成）

|          | ← 渋谷・横浜・元町・中華街和光市・志木・飯能 →                             |                                                                            |                                                                            |                                                                            |                                                                            |                                                                            |                                                                            |                                                                            |
| 号車     | 8                                                                          | 7                                                                          | 6                                                                          | 5                                                                          | 4                                                                          | 3                                                                          | 2                                                                          | 1                                                                          |
| 形式     | 7100形 (CT1)                                                               | 7300形 (M1)                                                                | 7400形 (M2)                                                                | 7500形 (Tc1)                                                               | 7200形 (Tc2)                                                               | 7900形 (M1)                                                                | 7800形 (M2)                                                                | 7000形 (CT2)                                                               |
| 機器配置 |                                                                            | VVVF                                                                       | CP                                                                         | SIV                                                                        | SIV                                                                        | VVVF                                                                       | CP                                                                         | CP                                                                         |
| 車両番号 | 7103 7109 7113 7115 7116 7119 7120 7127 7128 7129 7130 7131 7132 7133 7134 | 7303 7309 7313 7315 7316 7319 7320 7327 7328 7329 7330 7331 7332 7333 7334 | 7403 7409 7413 7415 7416 7419 7420 7427 7428 7429 7430 7431 7432 7433 7434 | 7503 7509 7513 7515 7516 7519 7520 7527 7528 7529 7530 7531 7532 7533 7534 | 7203 7209 7213 7215 7216 7219 7220 7227 7228 7229 7230 7231 7232 7233 7234 | 7903 7909 7913 7915 7916 7919 7920 7927 7928 7929 7930 7931 7932 7933 7934 | 7803 7809 7813 7815 7816 7819 7820 7827 7828 7829 7830 7831 7832 7833 7834 | 7003 7009 7013 7015 7016 7019 7020 7027 7028 7029 7030 7031 7032 7033 7034 |

| 凡例 - VVVF: 主制御装置 - MG: 電動発電機 - SIV: 静止形インバータ - CP: 空気圧縮機                                 |
| 備考 - 10両編成では7500形と7600形に、8両編成では7500形と7200形に中間運転台を設置する。 - M車は全車主電動機4基搭載 |

更新前の編成形態は下表の通りである。
- 10両編成 更新前の編成形態

|          | ← 新木場和光市・川越市・飯能 → |             |             |              |              |              |             |             |             |              |
| 号車     | 10                             | 9           | 8           | 7            | 6            | 5            | 4           | 3           | 2           | 1            |
| 形式     | 7100形 (CT1)                   | 7200形 (T2) | 7300形 (M1) | 7400形 (M2') | 7500形 (Tc1) | 7600形 (Tc2) | 7700形 (M1) | 7800形 (M2) | 7900形 (M1) | 7000形 (CM2) |
| 機器配置 |                                |             | CHOP        | MG,CP        | [補]         | [補]         | CHOP        | MG,CP       | CHOP        | MG,CP        |

| 凡例 - CHOP: チョッパ制御装置 - [補]: 冷房電源装置（静止形インバータまたはDC-DCコンバータ） |

### 編成の概要
副都心線開業に伴う廃車・編成組成変更が開始される以前の編成表を右に示す。
| ← 新木場和光市 → |      |      |      |      |      |      |      |      |      |      |
| 号車             | 10   | 9    | 8    | 7    | 6    | 5    | 4    | 3    | 2    | 1    |
| 車両番号         | 7101 | 7201 | 7301 | 7401 | 7501 | 7601 | 7701 | 7801 | 7901 | 7001 |
| 車両番号         | \|   | \|   | \|   | \|   | \|   | \|   | \|   | \|   | \|   | \|   |
| 車両番号         | 7119 | 7219 | 7319 | 7419 | 7519 | 7619 | 7719 | 7819 | 7919 | 7019 |
| 車両番号         | 7120 | 7220 | 7320 | 7420 | 7520 | 7620 | 7720 | 7820 | 7920 | 7020 |
| 車両番号         | 7121 | 7221 | 7321 | 7421 | 7521 | 7621 | 7721 | 7821 | 7921 | 7021 |
| 車両番号         | \|   | \|   | \|   | \|   | \|   | \|   | \|   | \|   | \|   | \|   |
| 車両番号         | 7126 | 7226 | 7326 | 7426 | 7526 | 7626 | 7726 | 7826 | 7926 | 7026 |
| 車両番号         | 7127 | 7227 | 7327 | 7427 | 7527 | 7627 | 7727 | 7827 | 7927 | 7027 |
| 車両番号         | 7128 | 7228 | 7328 | 7428 | 7528 | 7628 | 7728 | 7828 | 7928 | 7028 |
| 車両番号         | \|   | \|   | \|   | \|   | \|   | \|   | \|   | \|   | \|   | \|   |
| 車両番号         | 7132 | 7232 | 7332 | 7432 | 7532 | 7632 | 7732 | 7832 | 7932 | 7032 |
| 車両番号         | 7133 | 7233 | 7333 | 7433 | 7533 | 7633 | 7733 | 7833 | 7933 | 7033 |
| 車両番号         | 7134 | 7234 | 7334 | 7434 | 7534 | 7634 | 7734 | 7834 | 7934 | 7034 |

□1次車（第01 - 19編成）
1974年（昭和49年）竣工。当初の池袋 - 銀座一丁目間開業用として新製。4社で製造。車体は千代田線の6000系第02 - 19編成とほぼ同じで、2段窓でドアの窓面積が小さく、室内貫通路がキノコ型になっている。
■2次車（第20編成）
1980年（昭和55年）竣工。川崎重工業製。上記の1次車とほぼ同じ。新富町延伸時の増備編成。
■3次車（第01 - 20編成の中間増備車および第21 - 26編成）
1983年（昭和58年）竣工。1・2次車を10両化するための中間車 (7200 - 7300 - 7400 - 7500 - 7600) と最初から10両の編成を新製した。客室側の窓を1段下降式に変更し、冷房準備工事を行って登場した。貫通扉をすべての連結面に設置する（第01 - 20編成の1・2次車に隣接する連結面は広幅貫通路）。日本車輌製造製が多いが4社で製造。全車が3次車で構成する第21 - 26編成は車内放送スピーカーの音質が悪い。営団成増（現・地下鉄成増）延伸時の増備編成。
- 3次車までは落成時に東武東上線直通用のATSや列車無線などは搭載されておらず、行先方向幕は乗り入れ非対応の、直通予定路線内の駅名の印字が施されていないタイプであった（東武・西武直通用機器の一部取り付けなどの準備工事のみ施工）。

■4次車（第27編成）
1987年（昭和62年）竣工。室内の配色が変更されている。日車製。和光市延伸時の増備編成。以降、新製時から東武東上線直通機器を搭載している。
■5次車（第28 - 32編成）
1988年（昭和63年）竣工。新製時より冷房装置を搭載。このうち第28編成が営団初の新造冷房車。4社で製造。同編成のみ他の編成と比べて前面の車両番号表記位置がやや下にある。新木場延伸時の増備編成。
■6次車（第33・34編成）
1989年（平成元年）竣工。前面方向幕へのローマ字表記の追加や新製時より自動放送装置と車内案内表示器・ドアチャイム、さらに車外案内用スピーカーを搭載する。これは翌1990年に落成した6000系第35編成や8000系第10編成も同様である。また、7100形のパンタグラフは新製時から省略されたほか、冷房効果を高めるため3次車以降で各車2基搭載していた屋上換気扇を廃止した。側扉窓は外部からの支持に変更され、室内側は平滑化された。このうち7034号車はバケットシートの試験車として落成した。輸送力増強用。東急車輛製造製。
1次車のうち制御装置の更新を施工していない第08・11・17編成と制御装置が3レベルのVVVFインバータ制御で残る第06・07・12・14編成ならびに3次車のうち編成単位で落成した第21 - 26編成は副都心線対応更新工事対象外となり、廃車となった（後述）。
また、副都心線開業直前の時点で改造予定車および廃車予定の車両は、同線に入線しないことから2008年（平成20年）6月より先頭車前面と中間車側面の3・8号車にYマークを貼り付けして区別していた。
副都心線が開業した時点までは7100形が1号車だったが、後に7000形を1号車に号車変更（この場合、新木場・渋谷駅寄りの7100形が10号車になる）され、ホームドアに掲出されている号車案内も変更された。この号車案内変更は、東急東横線渋谷方面を1号車に統一するためである。

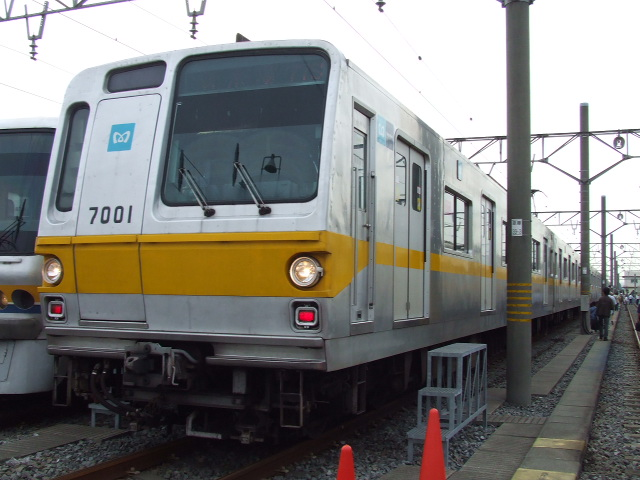
副都心線対応工事前の第01編成（1+3次車） （2006年9月30日 新木場検車区）
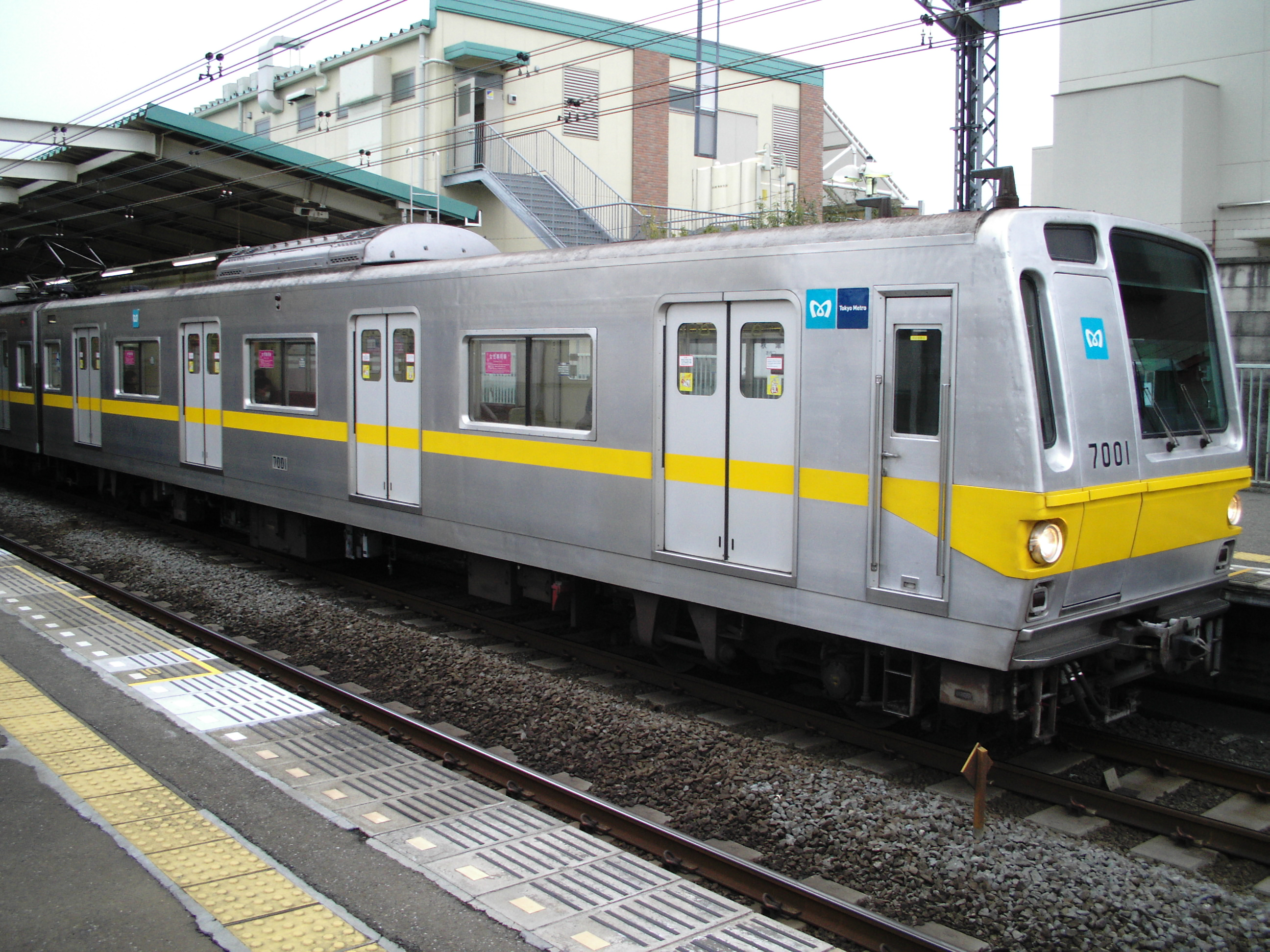
1次車の側面 （2006年）
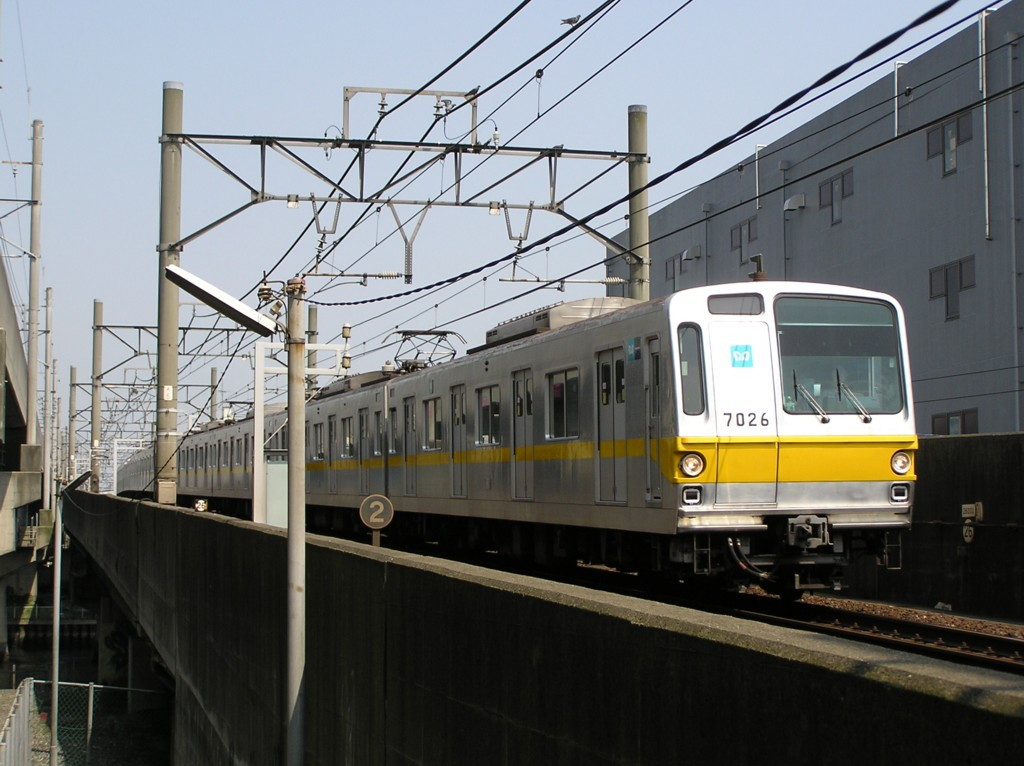
3次車の第26編成 （2006年8月10日 新木場駅 - 辰巳駅間）
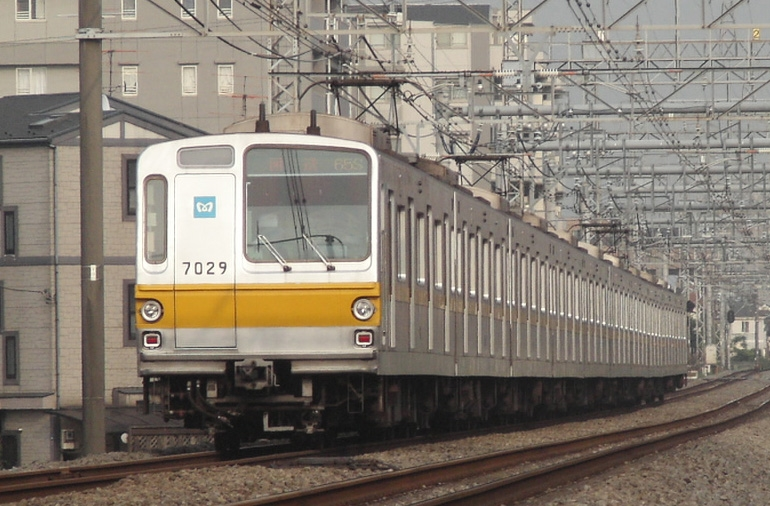
5次車の第29編成 （8両編成化前） （2007年11月10日）
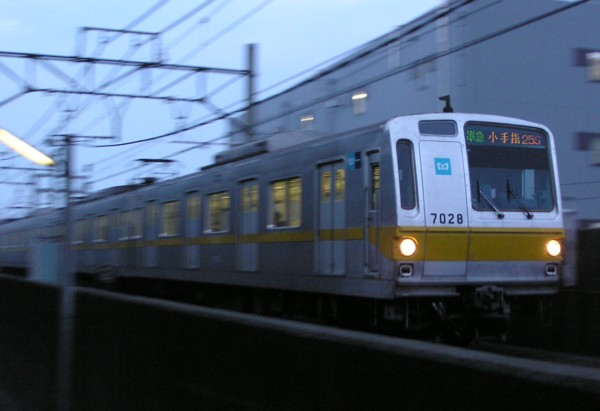
車両番号位置の異なる第28編成（8両編成化前） （2005年6月12日 新木場駅 - 辰巳駅間）

### 編成ごとの差異
更新された時期などによって様々な装備の差異が見られた。なお、以下の一覧には後述の副都心線対応工事を施工した編成も含まれている。
| - ※1：制御装置と電動車比率 - 6M4T編成（10両編成 主電動機出力160kW） - 三菱製… - 日立製… - 5M5T編成（10両編成 主電動機出力165kW 純電気ブレーキ対応） - 三菱製… - 日立製… - 4M4T編成（8両編成 主電動機出力165kW 純電気ブレーキ対応） - 三菱製… - 日立製… | - ※2：LED式車内案内表示器＋ドアチャイム - ○…2段式のLED式車内案内表示器とドアチャイムを設置（副都心線対応工事の際に初めて設置した編成） - ●…2段式のLED式車内案内表示器とドアチャイムを設置（副都心線対応工事の際に1段式から交換した編成） - △…1段式のLED式車内案内表示器とドアチャイムが設置されていたが、副都心線対応工事を行わずに廃車 - ×…LED式車内案内表示器とドアチャイムは設置されておらず、副都心線対応工事を行わずに廃車 - ※3：車内自動案内放送 - ※4：座席 - ○…座席のモケットをピンク色に交換 - △…座席のモケットをピンク色に交換（7100形・7700 - 7000形のみ交換） |

| 編成番号と製造次  | 車体製造メーカー                       | 処遇                   | 制御装置と 電動車比率 （※1）      | 車内案内・ ドアチャイム （※2） | 自動 放送 （※3） | 座席 | 備考 |
| ----------------- | -------------------------------------- | ---------------------- | --------------------------------- | ------------------------------ | ---------------- | ---- | --- |
| 第01編成（1次車） | 川崎重工業                             | 運用終了               | VVVF 5M5T 三菱製                  | ●                              | ○                | ○    | 運用終了後、新木場車両基地にて保存。                                                                              |
| 第02編成（1次車） | 川崎重工業                             | 廃車解体               | VVVF 5M5T 三菱製（← 6M4T 三菱製） | ○                              | ○                | ○    | 10両編成のまま改造の予定であったが、計画変更により廃車が決定された。 しかし再度の計画変更により改造を施工された。 |
| 第03編成（1次車） | 川崎重工業                             | 廃車解体               | VVVF 4M4T 三菱製（← 6M4T 三菱製） | ●                              | ○                | ○    | |
| 第04編成（1次車） | 川崎重工業                             | 廃車解体               | VVVF 5M5T 日立製                  | ●                              | ○                | ○    | |
| 第05編成（1次車） | 川崎重工業                             | 廃車解体               | VVVF 5M5T 日立製                  | ●                              | ○                | ○    | |
| 第06編成（1次車） | 川崎重工業                             | 廃車解体               | VVVF 6M4T 三菱製                  | ×                              | ○                | ○    | 10両編成のまま改造の予定であったが、計画変更により廃車                                                            |
| 第07編成（1次車） | 近畿車輛                               | 廃車解体               | VVVF 6M4T 三菱製                  | ×                              | ○                | △    | 10両編成のまま改造の予定であったが、計画変更により廃車                                                            |
| 第08編成（1次車） | 近畿車輛                               | 廃車解体               |                                   | ×                              | ○                | ×    | |
| 第09編成（1次車） | 近畿車輛                               | 廃車解体               | VVVF 4M4T 三菱製（← 6M4T 三菱製） | ●                              | ○                | ○    | |
| 第10編成（1次車） | 近畿車輛                               | 廃車解体               | VVVF 5M5T 三菱製                  | ●                              | ○                | ○    | |
| 第11編成（1次車） | 日本車輌製造                           | 廃車解体               |                                   | △                              | ○                | ×    | |
| 第12編成（1次車） | 日本車輌製造                           | 廃車解体               | VVVF 6M4T 日立製                  | ×                              | ○                | △    | 10両編成のまま改造の予定であったが、計画変更により廃車                                                            |
| 第13編成（1次車） | 日本車輌製造                           | 廃車解体               | VVVF 4M4T 日立製（← 6M4T 日立製） | ●                              | ○                | ○    | |
| 第14編成（1次車） | 日本車輌製造                           | 廃車解体               | VVVF 6M4T 日立製                  | ×                              | ○                | △    | 10両編成のまま改造の予定であったが、計画変更により廃車                                                            |
| 第15編成（1次車） | 東急車輛製造                           | 廃車解体               | VVVF 4M4T 日立製（← 6M4T 日立製） | ●                              | ○                | ○    | |
| 第16編成（1次車） | 東急車輛製造                           | 廃車解体               | VVVF 4M4T 日立製（← 6M4T 日立製） | ●                              | ○                | ○    | |
| 第17編成（1次車） | 東急車輛製造                           | インドネシア国鉄が購入 |                                   | ×                              | ○                | ○    | |
| 第18編成（1次車） | 東急車輛製造                           | 廃車解体               | VVVF 5M5T 三菱製                  | ●                              | ○                | ○    | |
| 第19編成（1次車） | 東急車輛製造                           | 廃車解体               | VVVF 4M4T 日立製（← 6M4T 日立製） | ○                              | ○                | ○    | |
| 第20編成（2次車） | 川崎重工業・日本車輌製造（増結中間車） | 廃車解体               | VVVF 4M4T 日立製（← 6M4T 日立製） | ●                              | ○                | ○    | |
| 第21編成（3次車） | 川崎重工業                             | インドネシア国鉄が購入 |                                   | ×                              | ×                | ○    | 譲渡後、火災により廃車                                                                                            |
| 第22編成（3次車） | 日本車輌製造                           | インドネシア国鉄が購入 |                                   | ×                              | ×                | ○    | |
| 第23編成（3次車） | 川崎重工業                             | インドネシア国鉄が購入 |                                   | ×                              | ×                | ○    | |
| 第24編成（3次車） | 日本車輌製造                           | 廃車解体               |                                   | ×                              | ×                | ×    | |
| 第25編成（3次車） | 東急車輛製造                           | 廃車解体               |                                   | ×                              | ×                | ×    | |
| 第26編成（3次車） | 近畿車輛                               | 廃車解体               |                                   | ×                              | ×                | ×    | |
| 第27編成（4次車） | 日本車輌製造                           | 廃車解体               | VVVF 4M4T 三菱製                  | ○                              | ○                | ○    | 新規品の制御装置・主電動機などを使用してVVVF化                                                                    |
| 第28編成（5次車） | 日本車輌製造                           | 廃車解体               | VVVF 4M4T 三菱製                  | ○                              | ○                | ○    | 廃車となった中間車の制御装置・主電動機などを再利用してVVVF化                                                      |
| 第29編成（5次車） | 川崎重工業                             | 廃車解体               | VVVF 4M4T 三菱製                  | ○                              | ○                | ○    | 新規品の制御装置・主電動機などを使用してVVVF化                                                                    |
| 第30編成（5次車） | 川崎重工業                             | 廃車解体               | VVVF 4M4T 三菱製                  | ○                              | ○                | ○    | 新規品の制御装置・主電動機などを使用してVVVF化                                                                    |
| 第31編成（5次車） | 東急車輛製造                           | 廃車解体               | VVVF 4M4T 日立製                  | ○                              | ○                | ○    | 廃車となった中間車の制御装置・主電動機などを再利用してVVVF化                                                      |
| 第32編成（5次車） | 近畿車輛                               | 廃車解体               | VVVF 4M4T 日立製                  | ○                              | ○                | ○    | 廃車となった中間車の制御装置・主電動機などを再利用してVVVF化                                                      |
| 第33編成（6次車） | 東急車輛製造                           | 廃車解体               | VVVF 4M4T 三菱製                  | ●                              | ○                | ○    | 新規品の制御装置・主電動機などを使用してVVVF化                                                                    |
| 第34編成（6次車） | 東急車輛製造                           | 廃車解体               | VVVF 4M4T 三菱製                  | ●                              | ○                | ○    | 新規品の制御装置・主電動機などを使用してVVVF化。7000系として、最後まで活躍。                                      |

1. ↑  第01 - 20編成の中間車5両（7200形、7300形、…、7600形）は3次車
2. ↑  10両編成は有楽町線と副都心線の両方で運用され、8両編成は副都心線のみで運用されていた。
また、8両編成については、10両編成から8両編成にする際に中間の2両（7600形、7700形）が廃車された。

- その他の特記事項
  - 制御装置
    - 第06・07編成は三菱電機製の、第12・14編成は日立製作所製の3レベルIGBT-VVVFを搭載している。副都心線対応化改造前の第02編成も同様。
    - 初期の三菱電機製VVVF車の中で、第02編成の7402の和光市方台車のみソフトウェア更新前の音（6000系三菱3レベル車と同様）が残っていた。
    - チョッパ制御装置を3次車タイプに更新: 第08・11・17編成（現在は廃車）

  - 中間増備車も更新済み: 第01 - 05・09 - 11・13・15 - 20編成
  - 広幅貫通路の幅の縮小化: 第01 - 05・09・10・13・15・16・18・19・20編成
  - 第02・03・09・13・15・16・19・20編成の貫通扉は広幅貫通路の幅の縮小化時に設置されたもののみドア窓が大型化されている。
  - 第17編成と第20編成では3次車の化粧板と扉の色が異なっていた。
    - 第17編成は化粧板が更新されているが、2 - 6号車[注 4]の扉は更新されていない。
    - 第20編成はその逆で、2 - 6号車の扉と床面が更新されており、LED案内表示器も搭載しているが、ほかは更新されていない状態であった。
      - その後、副都心線対応工事施工の際に化粧板も更新されている。

  - 第09・13編成は1次車の袖仕切の化粧板の色が他編成と異なり、白色のものになっている。これらの車両は7 - 8号車間の貫通扉の窓の大きさが小さく、化粧板も未更新である。また、初期に更新されたものであるためか車体の帯がフィルム式ではなかったが、その後副都心線対応工事施工に伴う帯色変更の際にフィルム式とされた。
  - 第01・05・10編成は3次車の床材をピンク色のものに張り替えているが07系のものと色調が異なる。また、第09・13・15編成は3次車の床材を灰色のものに張り替えており、そのうち第09・13編成は屋上換気扇が撤去されている。
  - 第04・09・13・15・18・20編成を除き、副都心線対応車は3次車以降の貫通扉の化粧板が、白色系とは異なる微妙にクリーム色がかった和風テイストの壁紙でリニューアルされている。
  - 第11編成は1段式の案内表示器を設置していたが、副都心線対応化改造の対象から外れて廃車となった（後述）。

## 改造

### 行先表示器LED化
行先表示器については前述したが、練馬付近の工事が遅れたことにより、西武有楽町線は当初、小竹向原 - 新桜台間の運転だったため、当初は西武線への行先表示は「新桜台」のみ存在し、追加予定スペースはすべて空白になっていたが、新桜台 - 練馬間の暫定単線開業を前に「練馬」の表示を追加。なお当初から全表示ローマ字併記表示だった第33・34編成以外、行先表示にローマ字併記がされていなかったが、後から追加された「練馬」と「新線 池袋」の表示のみローマ字併記がされていた。その後、西武池袋線への乗り入れ開始に伴い、西武池袋線内の行先表示を追加するにあたり、行先表示器を字幕式からLED式に変更する改修が開始された。これにより種別と行先を1つの表示器にまとめて表示することが可能となった。
1998年（平成10年）の新桜台 - 練馬間の複線化および西武池袋線乗り入れ開始に際しては、全編成に西武形ATS・西武用列車無線装置などの乗り入れ機器を搭載した。後者も2000年（平成12年）度までにLED化と乗り入れ対応工事が施工された。前面と側面それぞれに用意された列車種別表示窓は、行先表示器を字幕式からLED式に変更したことに伴い不要となり、種別幕を撤去したうえで側面のみアルミ板で塞がれた。
なお、2009年（平成21年）10月より、副都心線対応改造を受けた車両に対して東急東横線乗り入れ対応工事が施工されており、このうち1次車と2次車ではアルミ板で塞がれてあった側面の列車種別表示窓に車外スピーカーが設置されている（東急東横線対応改造の節も参照願いたい）。

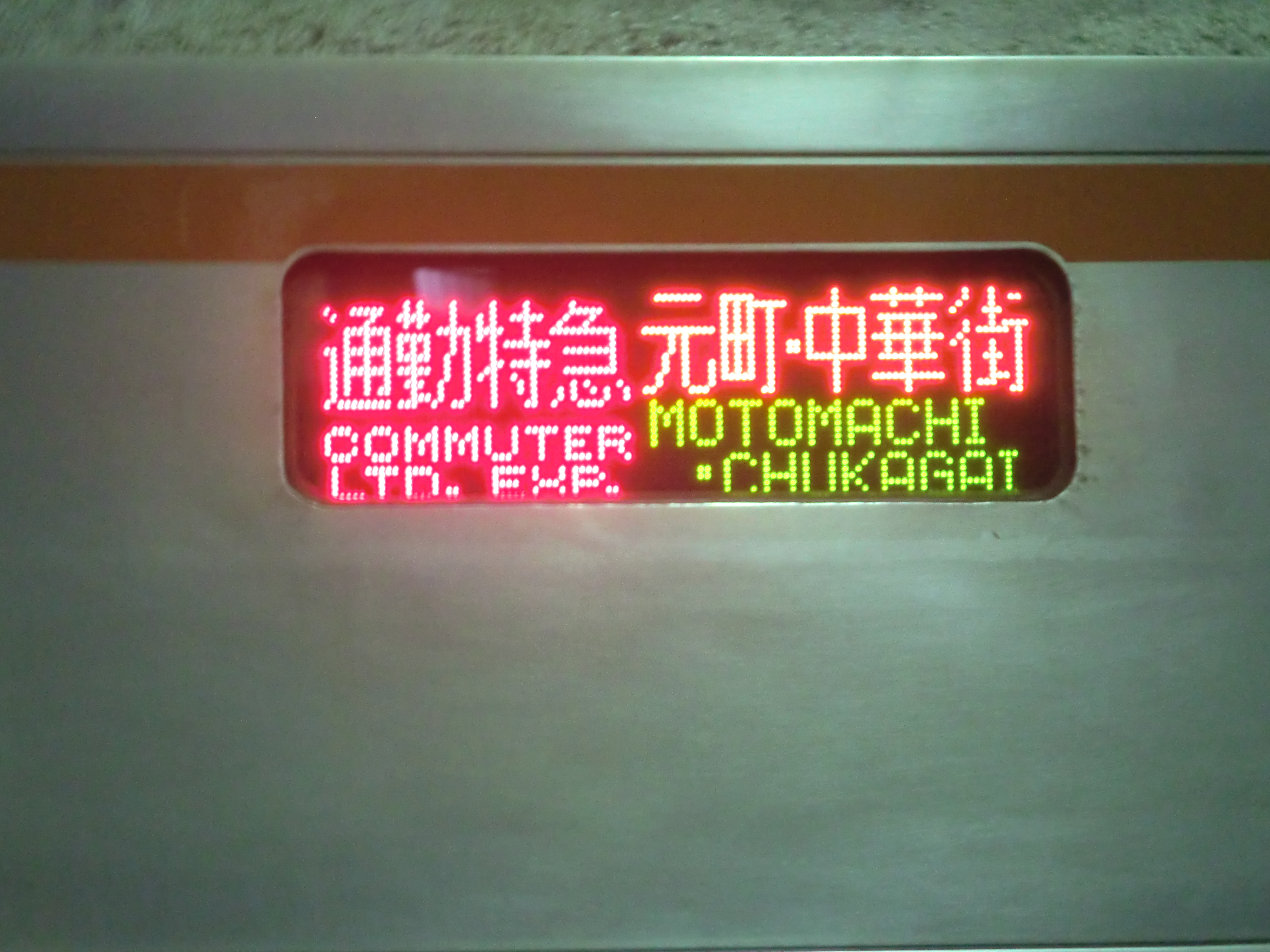
LED化された側面の行先表示器

### 改修工事
東京地下鉄では、6000系以降の車両に関しては車齢40年程度まで継続使用する方針であり、本系列においては営団時代の1994年（平成6年）度から大規模改修工事（B修工事）の施工を実施している。
B修工事20年程度の車両に施工する大規模な更新工事。
C修工事10年程度の車両に施工する簡易な更新工事。
本系列においては、1994年度より1・2次車を対象に第09編成を最初としてB修工事の施工が開始された。合わせて10両編成中で製造の新しい3次車については、C修工事の施工を実施した。その後、2007年（平成19年）度以降は4次車以降にもB修工事が実施された。いずれも新木場CRで施行されている。
B修工事の施工内容は車体構体・台枠修理、車体内装取り替えをはじめとして、艤装配線の取替え、空気配管の補修など車両全般に及ぶものである。一方、C修工事の施工内容は屋根の補修、床材の交換（ツートンカラー化）、シール材・ゴム材の交換などに限定した更新工事である。本形式におけるC修工事は1985年（昭和60年）11月から1次車を対象として施工を開始している。第01 - 20編成は、1994年（平成6年）から2001年（平成13年）頃にかけて車内更新工事を施工した。内装については化粧板を白色系ベース品に交換し、袖仕切りは薄いピンク系色の化粧シート仕上げに改修した。床材を茶色と黄土色のツートンカラー品に貼り替えられた。側窓は開口幅は変わらないが、二段式から一段下降式窓に更新した。さらに座席モケットの交換（赤色→茶色）や網棚の金網を格子状のものへ交換、客用ドアを交換してドアガラスは3次車とほぼ同じ大きさのものとした。
併せて行先表示器をLED式明朝体（側面のみ英字併記）に変更、自動放送装置新設、車体のラインカラーをアルミ板材の塗装品からフィルム式に交換（一部編成を除く）を実施した。1996年（平成8年）からは2号車と9号車に車椅子スペースの設置が始まった。車内案内表示器は2004年（平成16年）頃より設置が開始された。
編成中の3次車は当初、車齢が若いためB修工事は実施せず、C修工事が施行された。その後、1999年（平成11年）にB修を施工した第17編成で試験的に3次車の内装リニューアルを実施し、第11編成を嚆矢として3次車についてもVVVFインバータ制御化と同時に内装リニューアルが行われるようになった。このほか、同時期に第21 - 26編成においては編成単位でC修工事が施工されている。
2000年代に入ってからは、更新工事とは別に座席モケットが濃いピンク色の柄入りのモケットへ交換が進んでいる。この他、2005年（平成17年）春頃に1・2次車の扇風機の羽根が面積の小さいものに交換され、風量を減少させている。
さらに1・2次車の広幅貫通路については幅を狭いものに改造され、片側に貫通扉が新設された。これは朝の通勤ラッシュ時などの安全性向上や女性専用車両の導入による仕切りの役割を果たし、火災の拡大を防いでいる。この新設貫通扉部は妻面に窓がないため、容易に見分けが付く。純電気ブレーキ対応の更新編成や副都心線対応工事を施工した編成は全車貫通路は狭幅である。

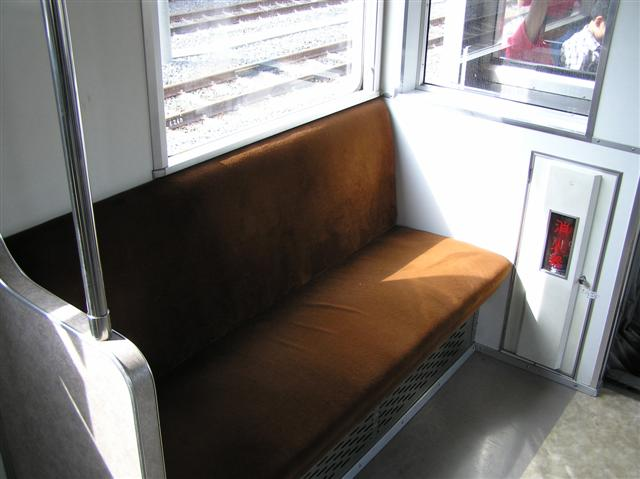
従来タイプモケット茶色 （1・2次車が使用）
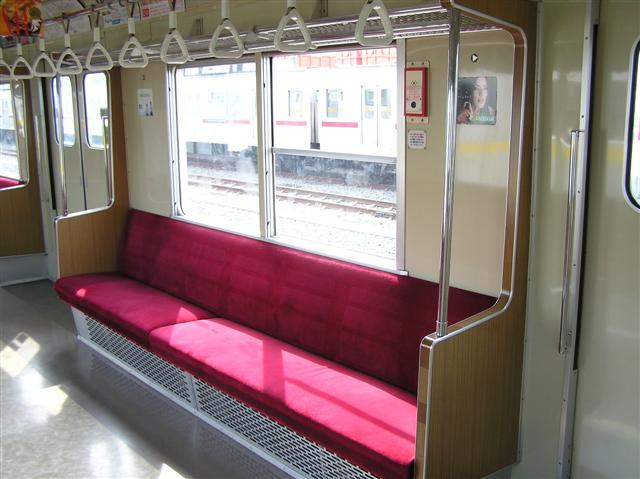
従来タイプモケット赤色 （3次車以降が使用）
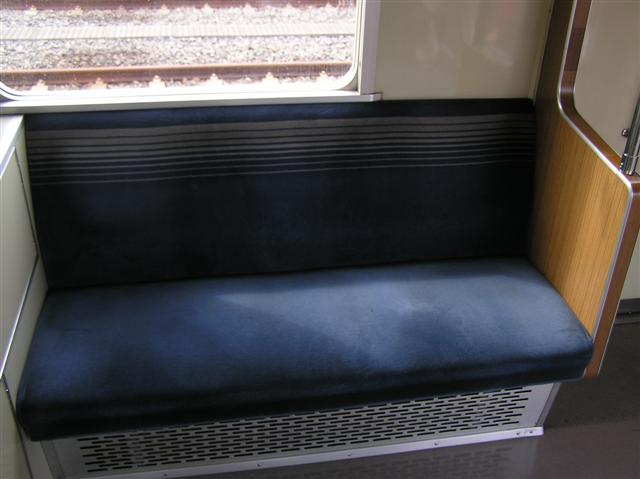
従来タイプ優先席モケット
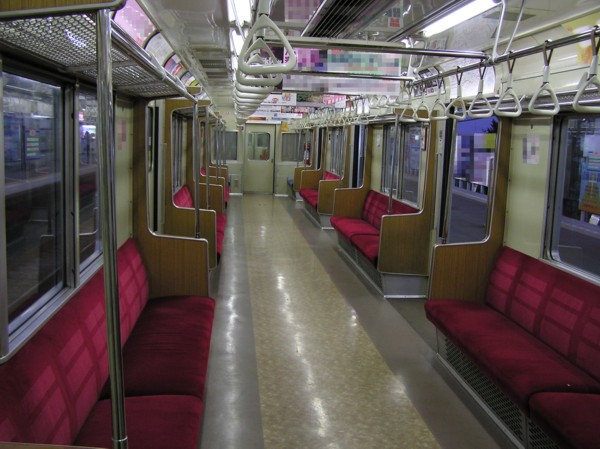
第26編成の車内 （従来タイプモケット赤色・3次車以降が使用）
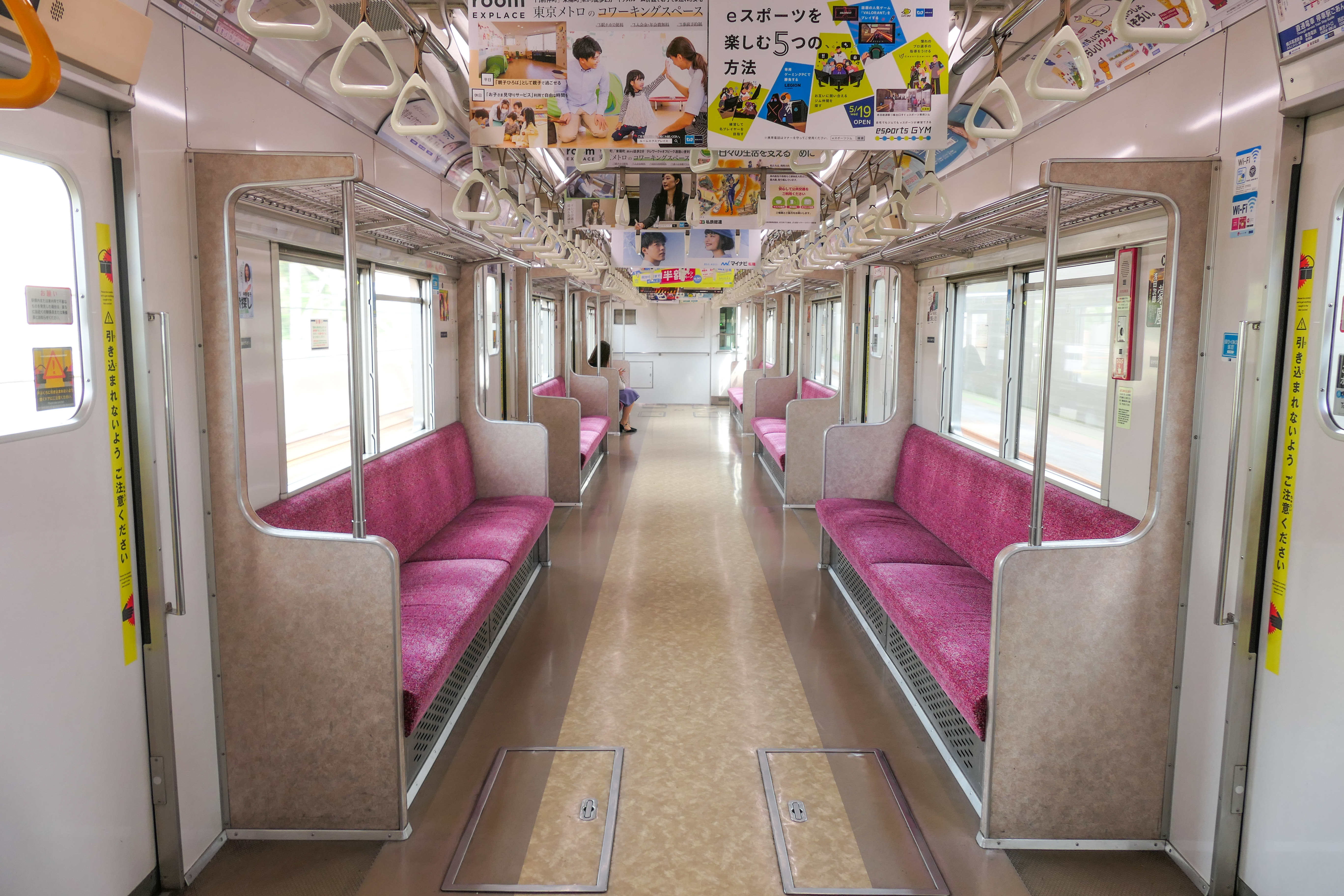
新タイプ座席モケットを使用した車内
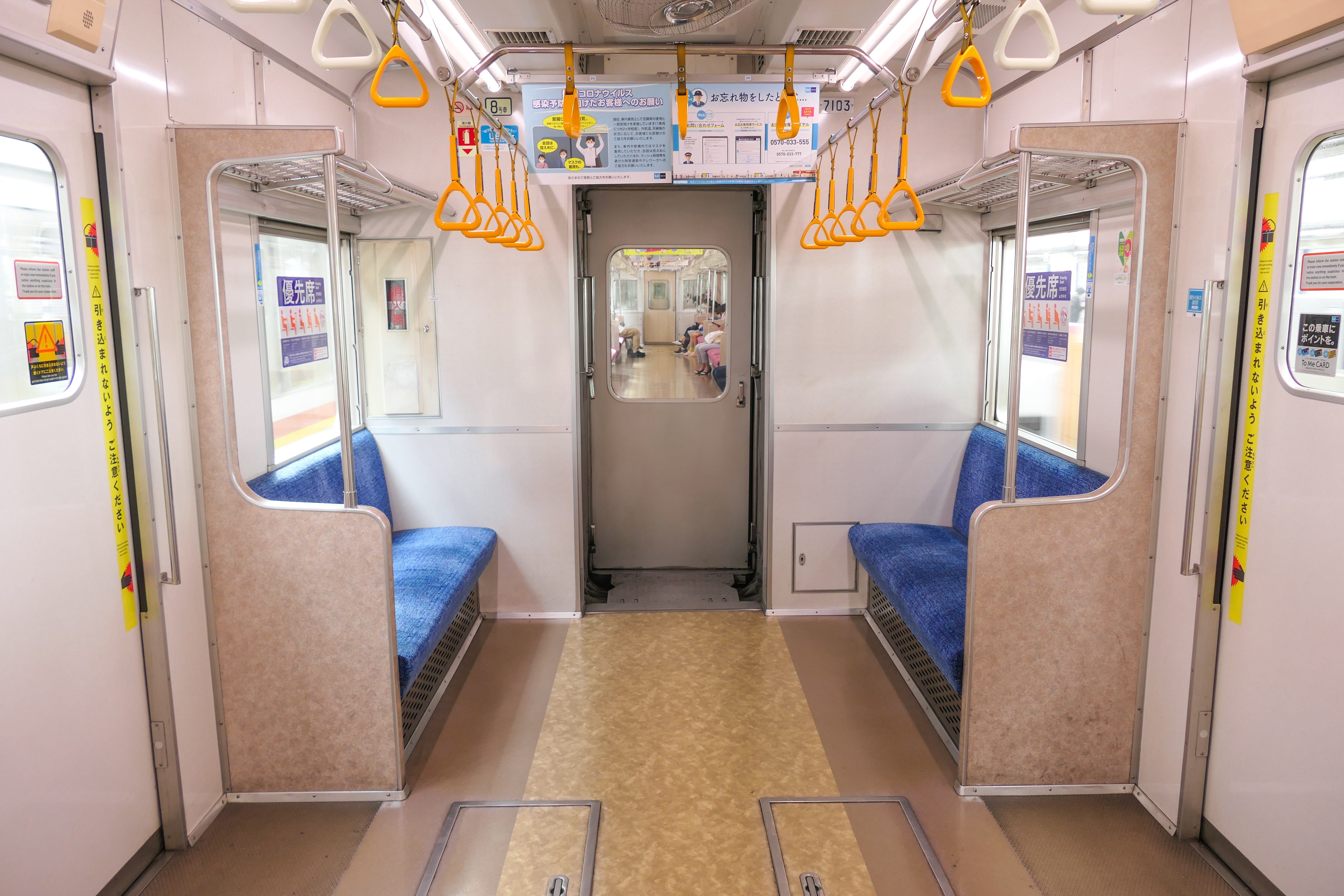
新タイプ優先席モケットと狭幅化貫通路部

#### VVVF化改造
1996年（平成8年）度最後のB修施工車となる第06編成からは省エネルギー化やメンテナンス性の向上のため、IGBT素子によるVVVFインバータ制御への更新が開始されている。当初、B修工事を施行した編成はチョッパ制御装置を更新せずに出場したが、以降はB修と同伴して制御装置の更新も実施されるようになった。なお、制御装置未更新車は後年に制御装置の更新工事を施工している。
初期に施工した第02・06・07・12・14編成では3レベルインバータ方式（三菱製の素子耐圧1,700V - 400A　日立製の素子耐圧2,000 - 325A）だが、1999年（平成11年）度最後の施工となる第19編成以降は2レベルインバータ方式（素子耐圧3,300V - 1,200A）として装置の小型軽量化を図った。主電動機は出力が160kW・制御方式は1C2M4群方式であり、MT比は6M4Tと変わらない。

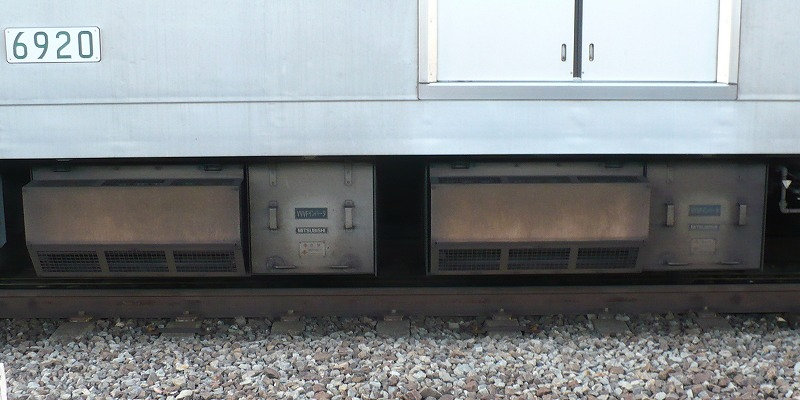
三菱製3レベルVVVFインバータ装置 （MAP-178-15V53形、6000系の同一品）
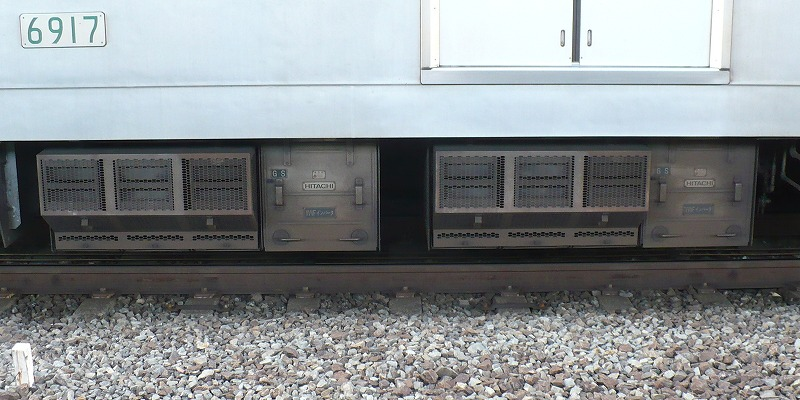
日立製3レベルVVVFインバータ装置 （VFI-HR4820C形、6000系の同一品）
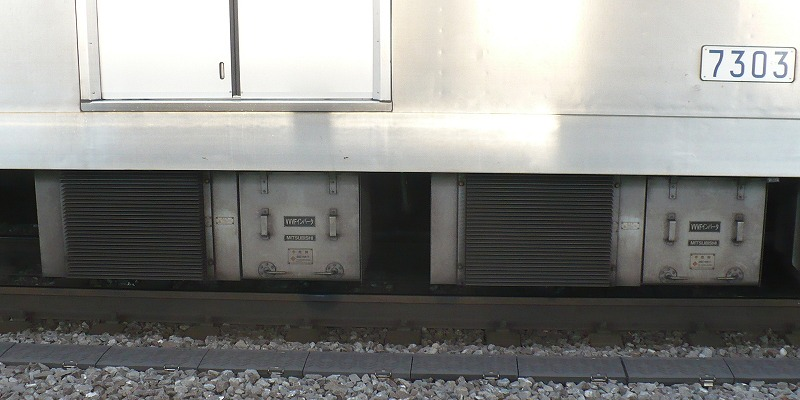
三菱製2レベルVVVFインバータ装置 （MAP-178-15V95形）
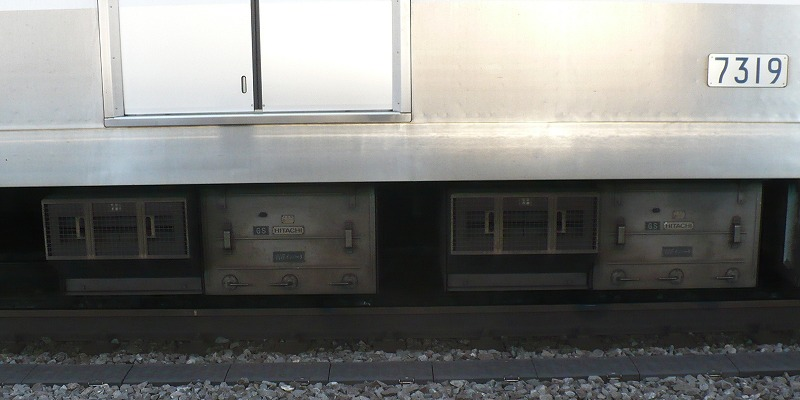
日立製2レベルVVVFインバータ装置 （VFI-HR4820F形）

また、第08・11・17編成では1次車の強制風冷式チョッパ装置を、前述のVVVF化で余剰となった3次車のフロン沸騰冷却式チョッパ装置への換装をして機器更新扱いとした。（編成全体でフロン沸騰冷却式チョッパ装置へ統一。）
2003年（平成15年）度からは当時増備中だった05系や後に登場する10000系に準じたPGセンサレスベクトル制御方式、純電気ブレーキに対応した2レベル方式（素子耐圧は3,300V - 1,200Aを踏襲）で1C4M2群/1群制御方式に変更されている。さらに7000形を電装解除（CM2→CT2化）してMT比が5M5Tに変更された。
また、この方式の車両はブレーキ装置が均一ブレーキ制御からT車遅れ込め制御方式に変更している。初期にB修工事のみ施工し、制御装置の更新が2003年度以降の第01・04・05・10・18編成に施工された。

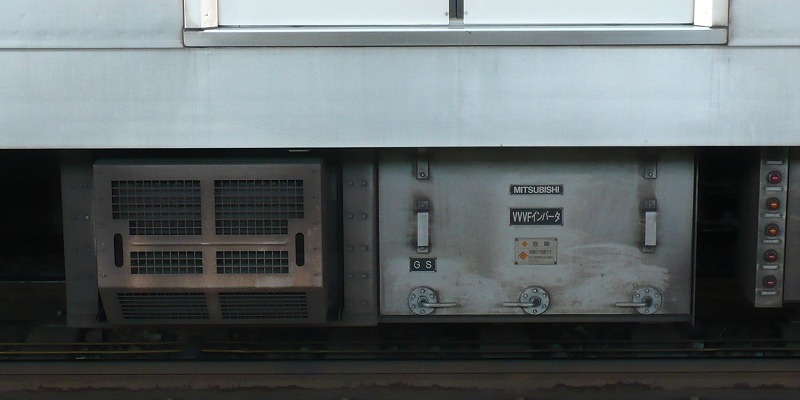
三菱製のVVVFインバータ制御装置 （MAP-174-15V122形、6000系の同一品、第27編成以降の新規VVVF車はこのタイプを搭載）
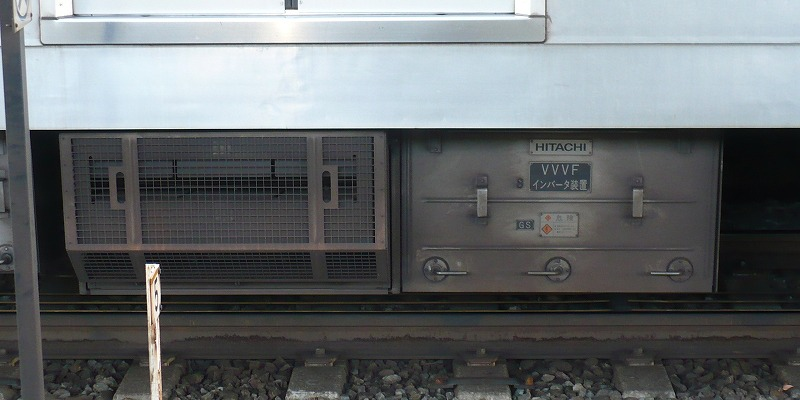
日立製VVVFインバータ制御装置 （VFI-HR1420K形、6000系の同一品）

#### 副都心線対応改造に併せて更新した編成
後述する副都心線対応工事と併せて2007年（平成19年）度以降にB修工事を施行した4次車以降（第27編成以降）では、更新内容が変化している。副都心線改造工事と更新を同時に行った編成は、8両編成化工事も施行されている。
車内では化粧板や袖仕切の交換などは従来の更新車に準拠しているが、床材は灰色のゴム材へ変更した。ゴム材自体が滑りにくい素材のため、出入口の滑り止め加工は施工していない。また、8両編成化により、2号車と7号車に車椅子スペースが設置された。客用ドアは8000系B修施工車と同じ大窓タイプ（単板ガラス）に交換した。なお、荷棚の変更は省略された。運転台などのワンマン運転設備は後述の記述も参照。

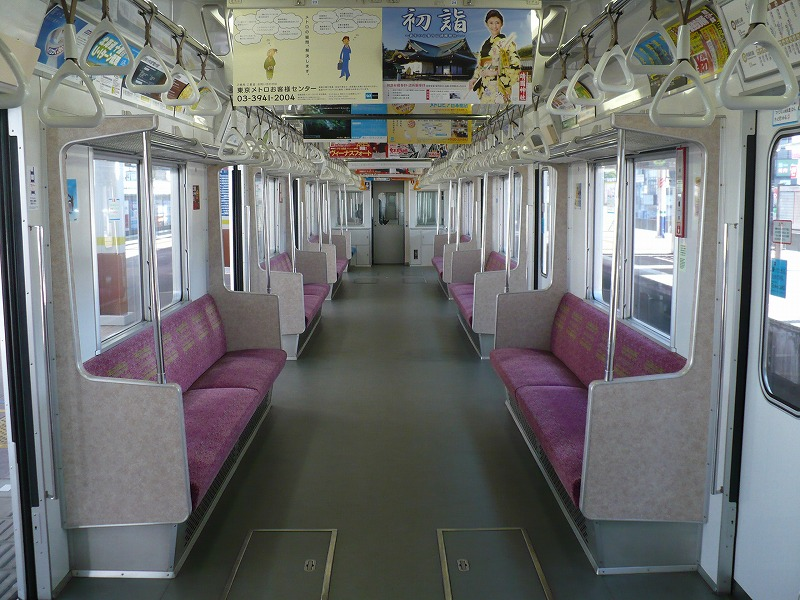
副都心線対応改造に合わせて更新された第30編成の車内
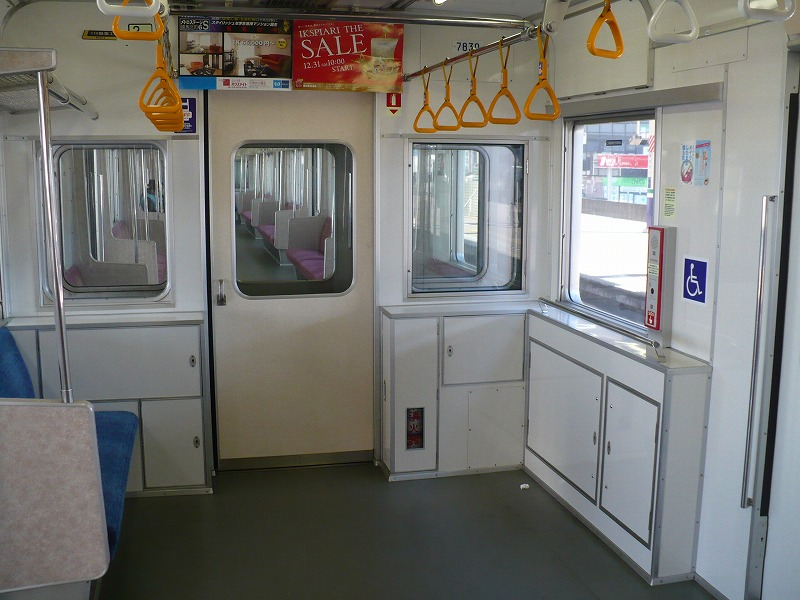
第30編成の新設された車いすスペース
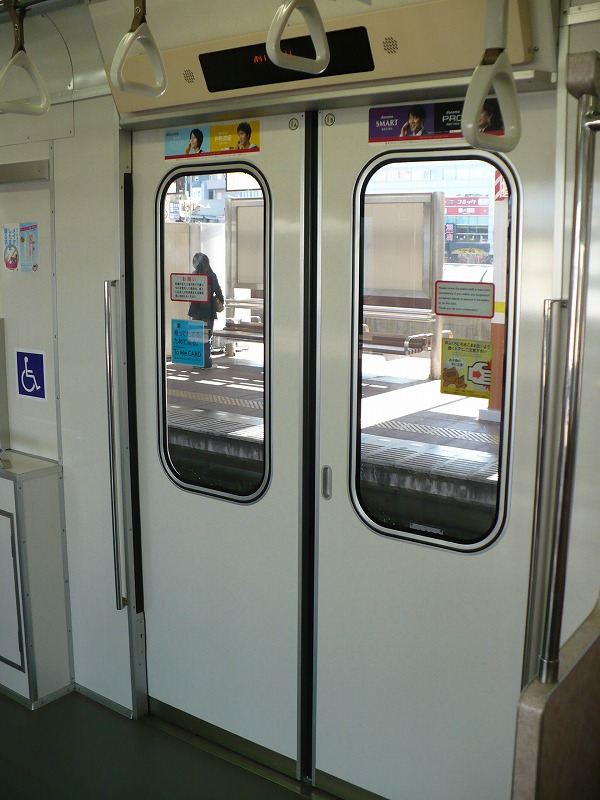
大形窓に交換された客用ドア 上部には車内表示器を新設

併せて行った制御装置のVVVFインバータ化は、第28・31・32編成では初期車の8両化により廃車となった中間車の制御装置・主電動機などを再用してVVVF化が施行された（主電動機出力160kW・1C2M4群制御・均一制御ブレーキ）。一方、第27・29・30・33・34編成では新規品の制御装置・主電動機を使用してVVVF化を行っている（PGセンサレスベクトル制御、純電気ブレーキ対応・主電動機出力165kW・1C4M2群制御・T車遅れ込め制御ブレーキ）。

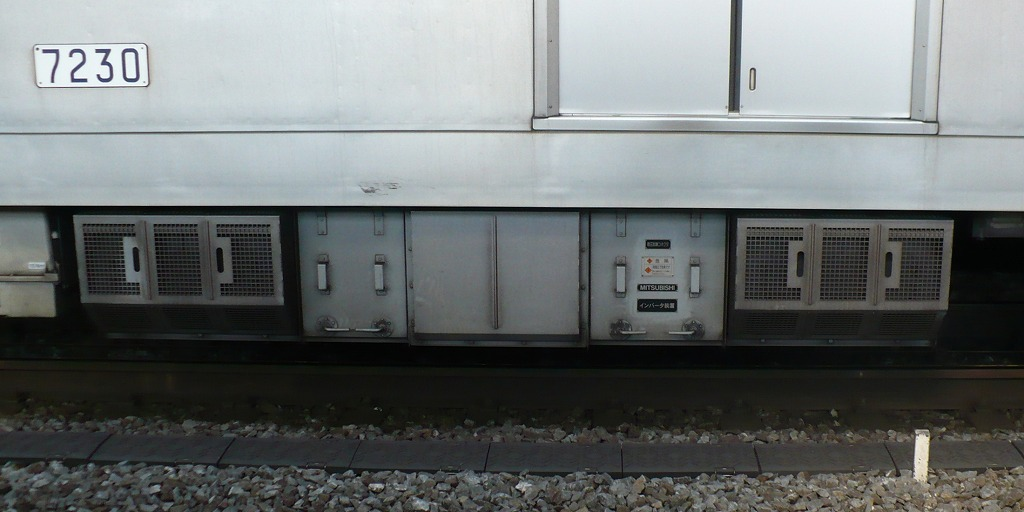
第27編成以降の更新車に搭載された三菱製240kVA静止形インバータ装置
（NC-EAT240A形）

このほかに、冷房装置を大容量の稼働率制御方式（ON/OFF制御方式）の58.0kW (50,000kcal/h) 品に載せ換え、車外スピーカー内蔵形に変更した。補助電源装置はDCコンバータと補助用電動発電機 (MG) を撤去し、IGBT素子による三菱電機製の240kVA出力静止形インバータ (SIV) に更新した。

#### 乗務員室内の改修工事など

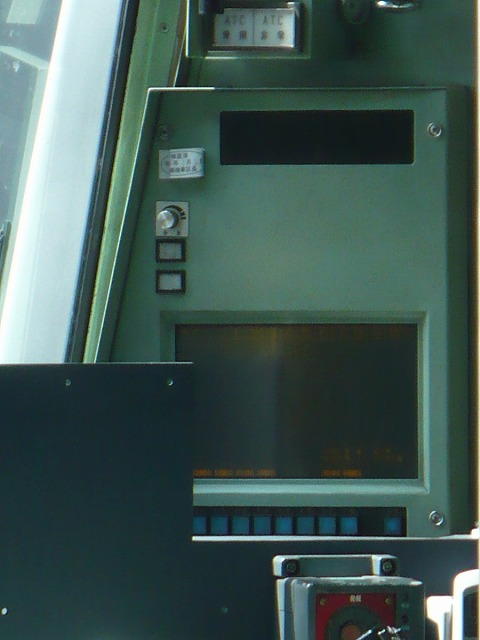
運転台に設置されたユニバーサル表示器
（6000系の同一品）

乗務員室内は更新時までは落成時より大きな変化はなく、東上線用の列車無線送受話器や乗り入れ用の表示が追加された程度である。
前述したB修工事時には簡易故障表示器をユニバーサル表示器へ更新、運転士操作器（乗務員間連絡用インターホン）を筒形→マイク式に変更した。このほか、誘導無線装置の更新も施行している。また、表示器のLED化時には7000形に設置している行先表示設定器をダイヤル式から行先が押しボタン式・種別と運行番号はデジタルスイッチ式の機械に変更した。
1997年（平成9年）からは、西武線への対応に併せて西武用列車無線送受話器、行路表差しと一体とした西武用列車番号設定器の新設や東武形ATS・西武形ATSの個別表示灯新設を施行した。
2000年（平成12年）頃には東武鉄道の列車無線更新に伴い、運転台上へ東武用列車番号設定器を新設、さらに3台あった列車無線/誘導無線送受話器を3社対応で1台の送受話器に集約化を実施した。
2002年（平成14年）から有楽町線池袋 - 新富町間の新CS-ATC化に伴い、ATC車上装置（本系列のATC装置は乗務員室背面仕切壁中央部に設置されている。）の更新と速度計の2針式への交換などが実施されている。なお、後述する副都心線改造工事では乗務員室内は大幅に改造されている。

#### 旅客案内設備
各客用ドア上部にLED文字表示による2段表示式の車内案内表示器を設置している。33F・34Fと後述の更新編成を施工した一部の編成には1段式のものが設置されていたが、副都心線対応改造工事の際に2段表示式の物に交換された。これらは乗り入れ先の東急東横線・みなとみらい線・東武東上線・西武線内でも表示され、直通先でも東京地下鉄からの各種案内が表示される。西武線内では上段に停車中の駅・行先、下段には西武車両に準じた次駅・開くドア案内が表示される。東上線内では上段に行先が、下段には東武車両に準じた次駅案内・停車中の駅案内が行われる。
また、自動放送装置を順次導入し、現在では全編成に搭載しており、直通先を含めた全ての運行区間に対応している。

### 副都心線対応への改造工事
2007年（平成19年）度より、2008年（平成20年）6月14日に開業した副都心線への対応工事が開始された。これは同線においてATO装置によるワンマン運転の導入のほか、各駅にホームドアを設置しているためである。また、同線では2013年3月に開始した東急東横線との直通運転の対応上、8両編成が必要とされることから、一部編成は中間車2両を抜いた8両編成への短縮工事も行い、副都心線に転属させた。
この改造計画は当初よりも見直しが実施され（後述）、最終的には有楽町線・副都心線兼用車両として10両編成6本（60両）と副都心線専用車両として8両編成15本（120両）の計21本（180両）体制がとられている。
改造工事の最終施工車となる第02編成は2010年（平成22年）5月に改造工事が完了し、以降は8両編成化された第03・09・13・15・16・19・20・27 - 34編成が副都心線専用、10両編成の第01・02・04・05・10・18編成が副都心線と有楽町線で兼用編成として運用されている。
この改造に合わせて、車両前面・側面の帯が、有楽町線のラインカラーである「ゴールド」（黄色）を主体としたものから、副都心線のラインカラーの「ブラウン」（茶色）を主体としゴールドとホワイトの細帯を配するものへ変更された。
なお、副都心線対応改造を実施しない10両編成13本（第06 - 08・11・12・14・17・21 - 26編成）は廃車となった。

#### 8両編成化改造
副都心線においては8両編成も運用されることから、一部の編成では10両編成から8両編成への短縮改造も実施されている。10両編成中の7600形（T車）と7700形（M1車）を廃車し、さらに車両性能の向上や編成バランスを考慮して各車両の連結位置も変更した。また、先頭車の7000形は電装解除し、CM2→CT2へ改造した。
2次車までの編成においては編成替えにより車椅子スペース位置が変わるため、新たに設置し直した。しかし、10両編成時代の同スペースのあった場所はフリースペースとして残されている。また、8両化に伴い静止形インバータ (SIV) の負荷が減少するため、整流装置を新設して電動発電機 (MG) の撤去を実施した。このほか、1号車の7000形は電装解除となったが空気圧縮機 (CP) は撤去されず、8両編成車では1・2・6号車にCPが搭載されている。
4次車以降（第27 - 34編成）については、8両編成化と同時に更新工事と客用ドア、冷房装置交換が施行されている（前述）。

#### 客室設備など
客室においてはLED2段表示式の車内案内表示器を千鳥配置で設置し、表示器の設置されない反対側は路線図掲載スペースとした。自動放送装置は非搭載車は新設、既搭載車はROM交換を実施した。これらは南北線の9000系と同じくワンマン運転用のメニュー機能があり、乗客へのマナー放送、異常時における乗客への案内放送・表示機能が付加されている。さらにドアチャイムの音色も都営地下鉄などと同じタイプに変更された。ドアエンジンは未改造である。
また、非常通報器は乗務員と相互通話の可能な対話式への変更が実施されている。この通報器は乗客が通報後、一定時間運転士が応答しない場合には列車無線に接続され、総合指令所の指令員が応答できるシステムとされている。

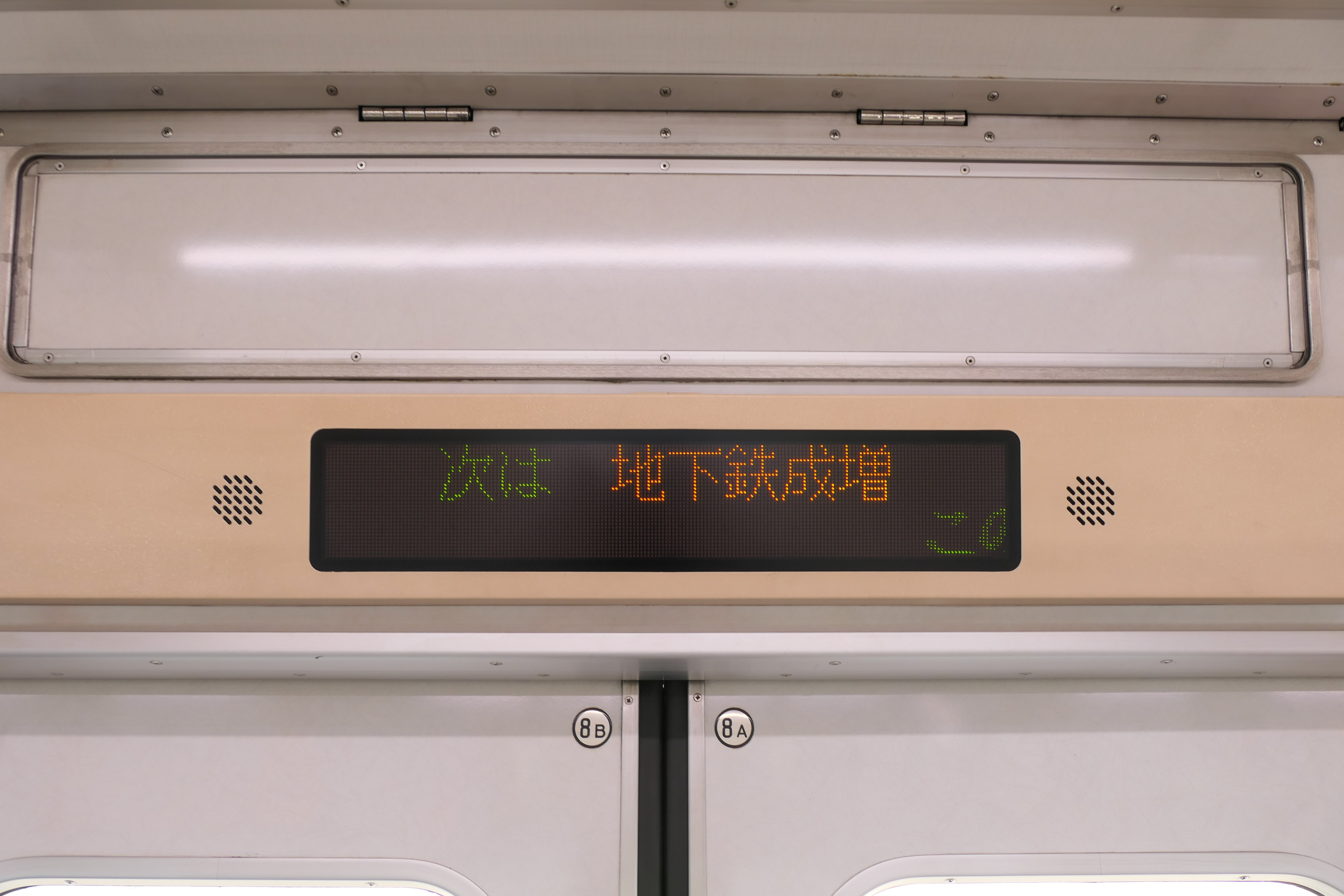
客用ドア上部にある2段式車内案内表示器
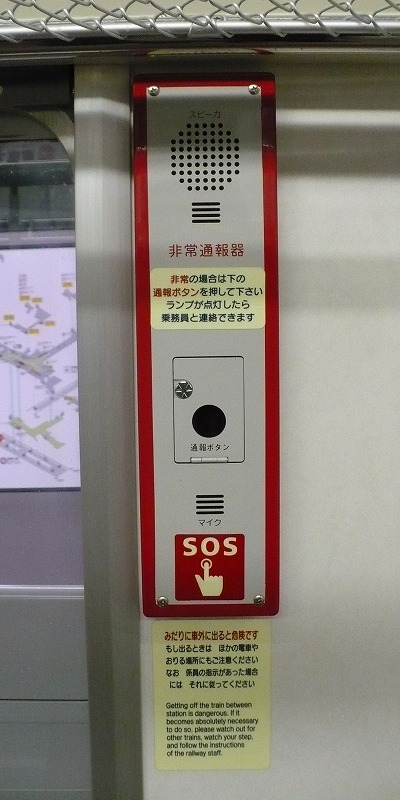
対話式に変更された非常通報器

#### 乗務員室における変更点
乗務員室では運転台ユニットを10000系に準じたものへ交換し、主幹制御器のデッドマン装置付きのT形ワンハンドルマスコン化が行われた。また、乗務員支援用に車両情報管理装置 (TIS) を設置し、運転台に表示器を新設した。従来は別々であった行先表示や案内機器・空調装置の設定機能もTISに集約した。

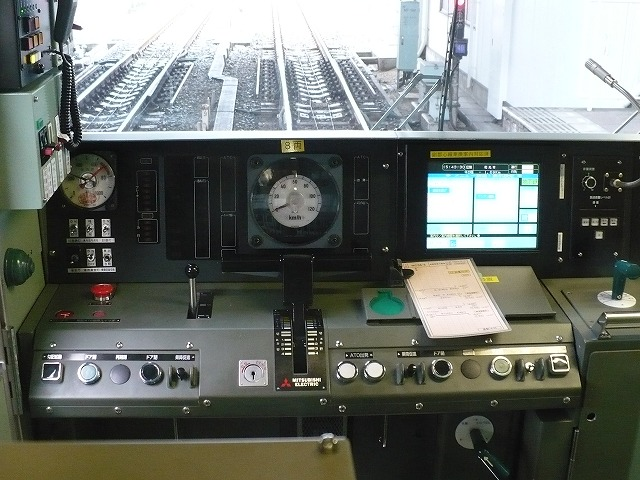
7000系副都心線改造後の運転台
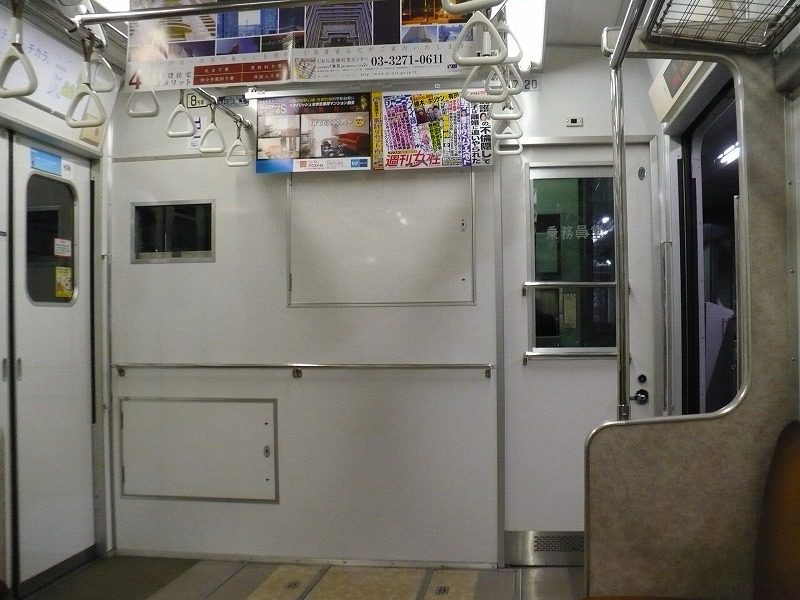
第20編成の乗務員室仕切。仕切扉は電磁鎖錠対応、上部に通行表示灯を設置。

運転台上部には車上CCTV（ホーム監視用モニター画面）を設置し、視認性向上のためフロントガラスの遮光フィルム貼り付け範囲を拡大した。車掌スイッチは間接制御式（リレー式）化、西武線内における3/4締切回路や、乗務員室仕切扉に電磁鎖錠システムの追加を実施した。

#### 機器など
機器面では保安装置にATO装置やホームドアとの連動機能を行う戸閉制御切換装置を設置し、7000形 (CT2) にはATO送受信器（トランスポンダ）を新設した。副都心線用改造車のうち第27編成以降ではクーラーキセに車外スピーカーが内蔵しているが、それ以前の車両は搭載していない（初期車は後述）。
誘導無線装置は改良が実施され、非常発報機能に加え防護発報機能の追加、非常通報装置 - 総合指令所間通話機能、総合指令所からの一斉放送機能などが追加されている。
車外では前面の行先表示器をドットの細かいものへ、側面は高輝度で交互表示対応品に交換した。前面表示は左から運行番号、種別、行先を、側面表示は種別、行先と号車を交互に表示する。警笛は空気式とトロンボーン笛を併用するものへ交換した。

#### 計画変更
当初の計画は第01・04・05・10・18編成（5M5T車）と第02・06 - 08・11・12・14・17・21 - 26編成（6M4T車）の10両編成19本を有楽町線・副都心線兼用車両として改造する計画となっていた。その後、2007年度に第01・04・05・10・18編成（5M5T車）と第02・06・07・12・14編成（6M4T車）の10両編成10本を有楽町線・副都心線兼用車両として改造する計画に変更された。この計画では2010年度内に副都心線・有楽町線兼用車両を7000系10両編成10本と10000系10両編成31本に統一する計画であった。しかし、副都心線開業後は同線でのダイヤ乱れが生じた際、副都心線非対応車と対応車が混在した状態では車両運用に制約が発生し、関係各所から苦情が多くなった。
このため、有楽町線・副都心線兼用車への統一時期を2009年度内に早めることとし、これに合わせて7000系も計画を前倒しした同年度内に10本の改造を完了させることを検討した。しかし、工期の関係等から、これは不可能であることが判明したため、後者の4編成（6M4T車、40両）を10000系車両に置き換えることが決定された。以上の経緯から、2009年度内には副都心線・有楽町線兼用車両へ統一された。改造の対象から外れた第06・07・12・14編成は2009年度までに廃車となった。
その後、第02編成は再び副都心線対応化改造の対象とされたが、同編成は第01・04・05・10・18編成に仕様をあわせるために再度制御器を更新することになり、2レベルVVVFインバータ方式、主電動機165kW出力に更新による5M5T化への変更を行った。

#### 東急東横線・横浜高速鉄道乗り入れ対応改造
東急東横線・横浜高速鉄道みなとみらい線との相互直通運転開始を見据えて、副都心線対応工事の際に、東急線・横浜高速鉄道線対応準備工事を同時施工した。
列車無線装置は改良を行い、東急電鉄・横浜高速鉄道対応準備工事を実施した（無線装置は東京地下鉄・東武・西武・東急・横浜高速の5社に対応）。また、東急電鉄の車両限界の関係からパンタグラフの高圧配管を1,880mmから1,780mmに変更し、同様に限界に抵触する先頭車乗務員室扉部の手すり形状を変更した。
さらに2009年（平成21年）10月からは東急電鉄・横浜高速鉄道乗り入れの本設工事が実施されている。主な内容は、東急空間波無線装置の本設、ATC装置の東急・横浜高速鉄道ATC（ATC-P）への対応、車内案内表示器・自動放送装置の対応などである。また、副都心線対応車のうち1次車と2次車では、製造時に側面種別表示器の設置されていた個所に車外スピーカーが設置されている。

#### その他

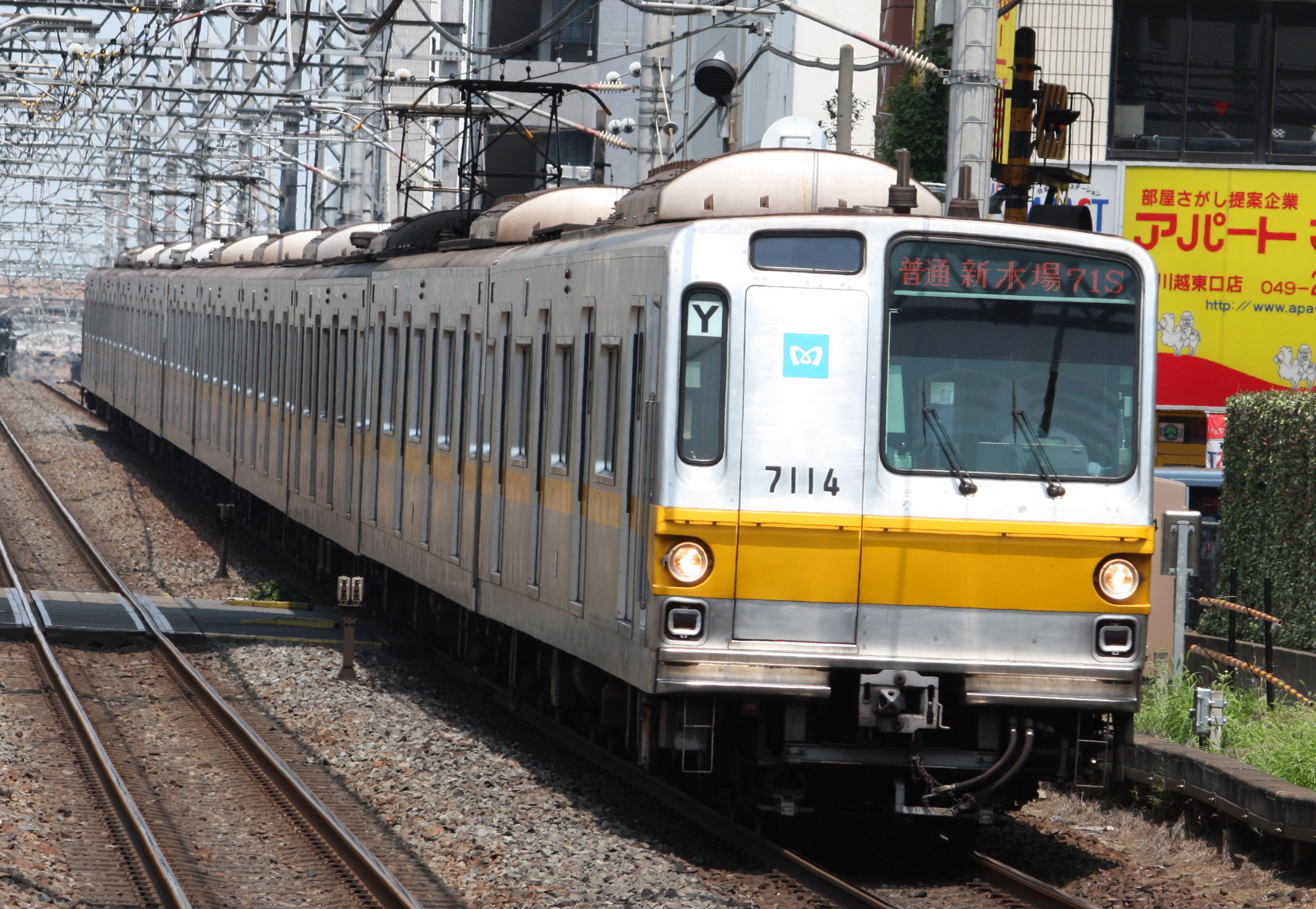
「Y」ステッカーを貼り付けた副都心線対応更新工事未施行車

8両編成は、前記したように中間車（番号の百位が6・7）が廃車され、さらに車両の組み換えが行われたため、番号の百位が1 - 3 - 4 - 5 - 2 - 9 - 8 - 0の順である。また、先頭部に「8CARS」ステッカーが貼り付けられている。なお、改造済み編成は副都心線開業まで運用に就いていなかった。8両編成の改造工事は、2009年（平成21年）3月竣工の第34編成をもって、全15編成が完了している。
本系列の改造工事で運用を離脱していた編成の代替運用には10000系が使われた。また、副都心線の8両編成の予備車は10両編成車と共通とされている（最大運用数15本に対し、車両数は15本） 。このため、予備車が不足した場合には10000系第01 - 05編成のいずれかが8両編成として運用される。なお、副都心線開業以前も開業後も有楽町線の8両運用は存在しない。
副都心線対応更新工事未施工編成について先頭車前面の細窓上部と中間車側面の3・8号車に有楽町線のみ運行の意味を表す「Y」と表記されたステッカーを貼り付けしていた（この編成は「Y車」として区別されていた）。

## 運用
2022年（令和4年）4月18日に運用を終了した。
2022年（令和4年）4月18日までの運用範囲は次の通りであった。10両編成の運用は10000系と共通であった。
- 有楽町線 - 10両編成が運用された。（8両編成も綾瀬への検査入出場および出場試運転の際は入線）
- 副都心線 - 8両編成・10両編成ともに運用された。なお、8両編成は各駅停車のみの運用であった。2008年（平成20年）6月13日までは、当時有楽町線新線と呼ばれた小竹向原 - 池袋間でも運用されていた。
- 東武東上線 - 10両編成が森林公園（2019年3月16日以降は副都心線直通に限り小川町）まで、8両編成が志木まで運用された[注 12]、東上線内は急行・快速急行となる列車もあった。
- 西武有楽町線・池袋線 - 10両編成が飯能（回送で武蔵丘）まで、8両編成が小手指まで運用された[注 13]直通し、池袋線内では準急・快速・快速急行となる列車もあった[注 14]。ダイヤが乱れて相互直通運転が中止された場合は池袋線池袋駅発着の列車として運行されることがあった[注 15]。
- 西武狭山線 - 西武ドームでの野球開催時のみの運用で、定期入線は行わなかった。野球開催時の直通運用の間合いで狭山線内の折り返し運用に使用された。
- 東急東横線・みなとみらい線 - 8両編成・10両編成ともに運用された。一部の列車は東急東横線内折り返し列車の運用があった。2013年の直通運転開始に先立ち、2012年4月8日より第15編成が東急線・みなとみらい線で日中試運転を開始したほか[22]、同年9月28日より第16編成が同線での営業運転に投入された[23]。

## トラブル
2005年8月16日、有楽町線池袋 - 要町間で第10編成が走行中に客用ドアが開くトラブルが発生した（負傷者なし）。重大インシデントとして航空・鉄道事故調査委員会（当時）による調査対象となり、2007年4月27日に事故調査報告書が公表された。走行中でもドアが開閉可能となる短絡スイッチがONとなっており、その状態でドア回路に一時的な電圧が加わったことが原因と推定されたが、ドアの開いた直接の原因は不明とされた。トラブルのあった第10編成はしばらく運用離脱していたが、報告書公表後に復帰し、後に副都心線対応の改造工事も実施されている。
一部の車両で施工したゴム製の床敷物は、本来はアルミ材を敷いた上でゴム製の床敷物を貼り付けるものであるが、現車ではアルミ材が敷かれておらず、鉄道車両の火災対策基準を満たさないことから、国土交通省より改善指示が出された。これに対し、他系列を含めて東京地下鉄は2014年（平成26年）度末までの予定で取り替えを回答している。

## 廃車

### 8両編成化に伴う廃車
前述した副都心線対応改造に伴い、第03・09・13・15・16・19・20・27 - 34編成の6号車（7600形）と7号車（7700形）、計30両が2009年（平成21年）3月までに廃車・解体されている。

### 10両編成での廃車
10000系第23編成以降の竣工に伴い、副都心線対応改造から外れた編成は2008年（平成20年）11月より第11編成を皮切りに編成単位での廃車が始まった。
2008年（平成20年）度中に第08・11・25・26編成の10両編成4本、計40両が廃車された。
引き続き2009年（平成21年）度には第06・07・12・14・17・24編成が廃車となった。
その後、最後まで未改造で残っていた第21 - 23編成も2010年（平成22年）の4月に廃車とされた。なお、これらの編成と第17編成はインドネシア国鉄へ譲渡されている。

### インドネシア国鉄による購入

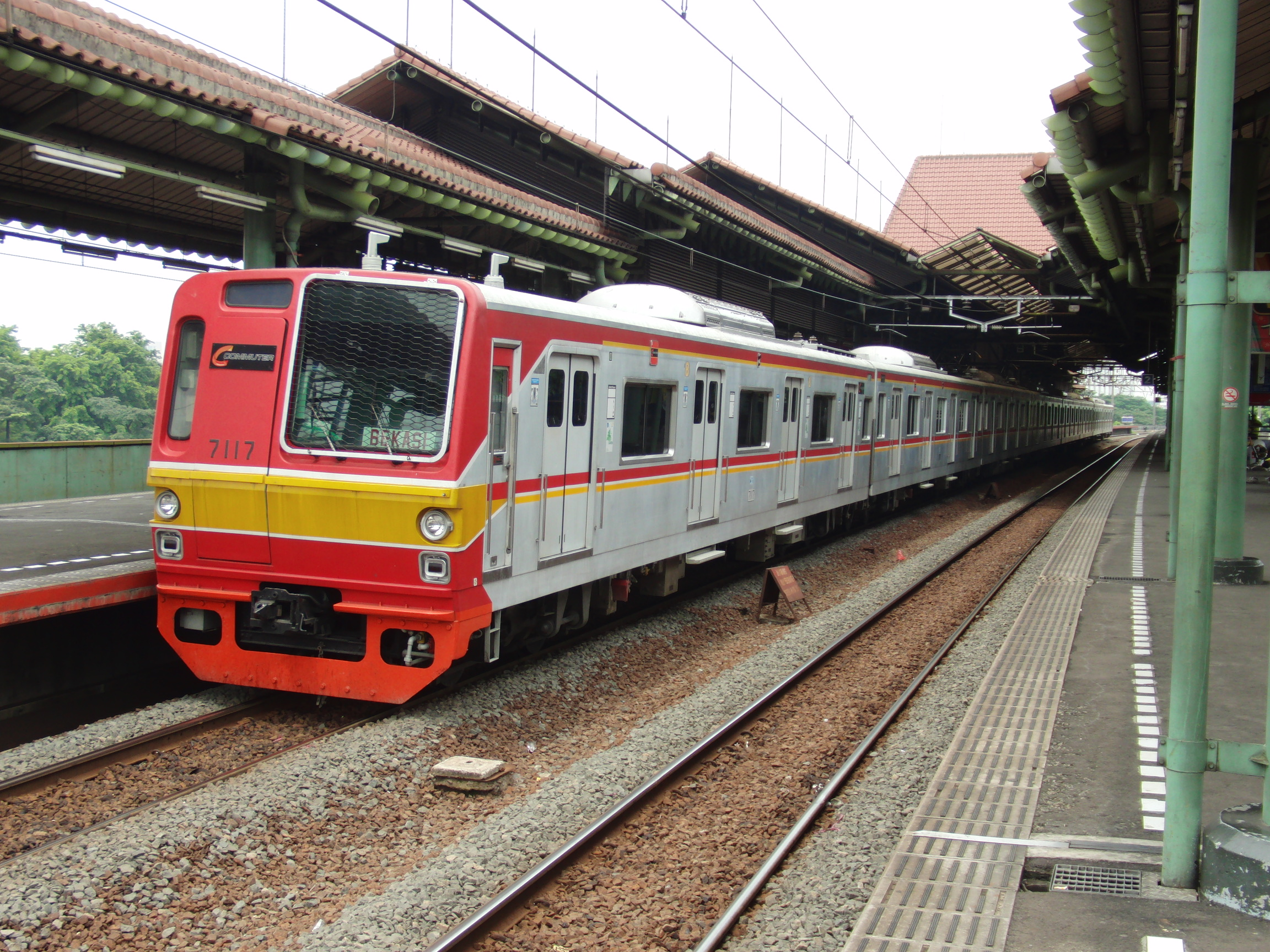
インドネシア国鉄が購入した第17編成

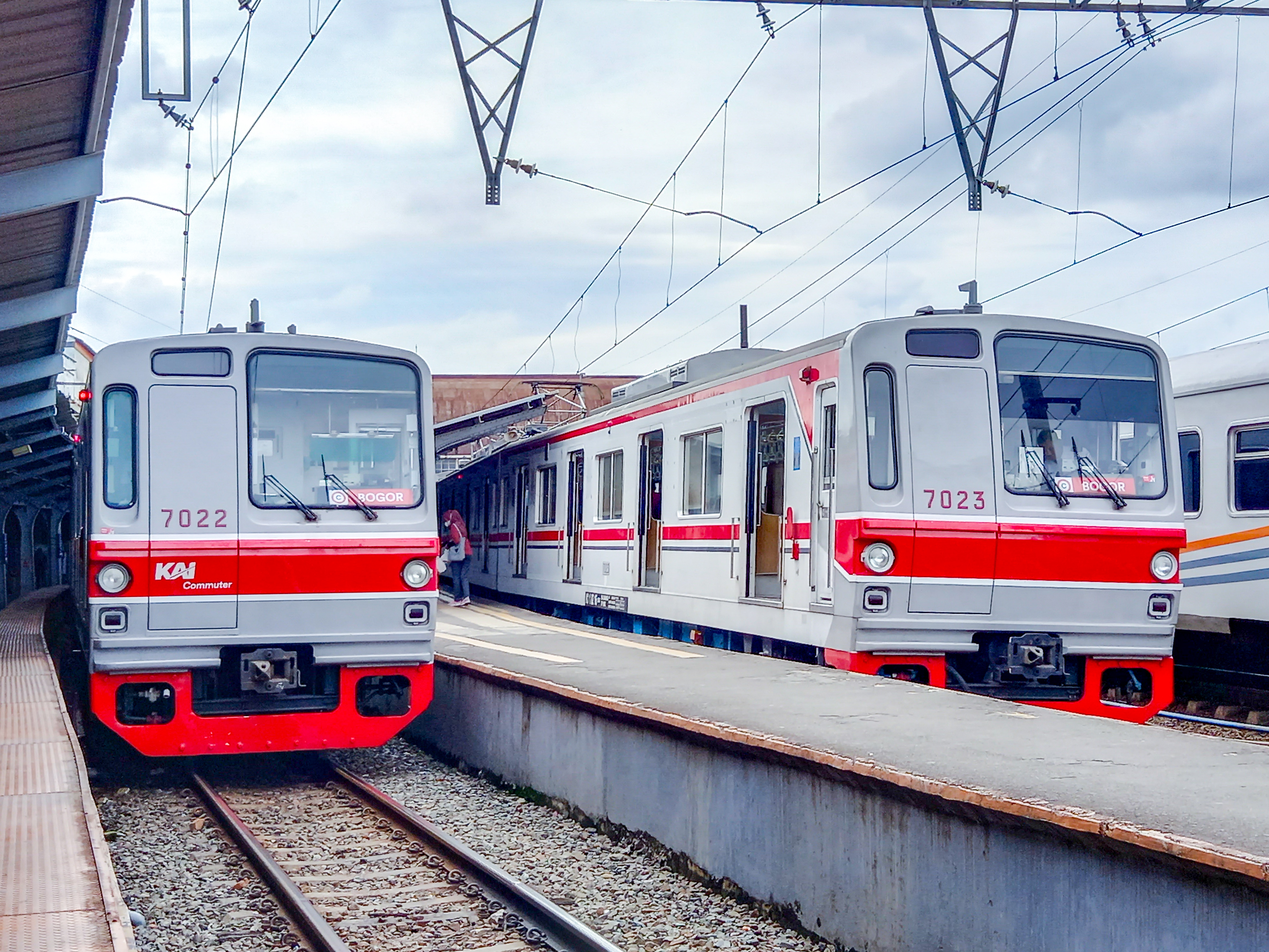
ジャカルタ・コタ駅の東京メトロ7000系7122編成と7123編成

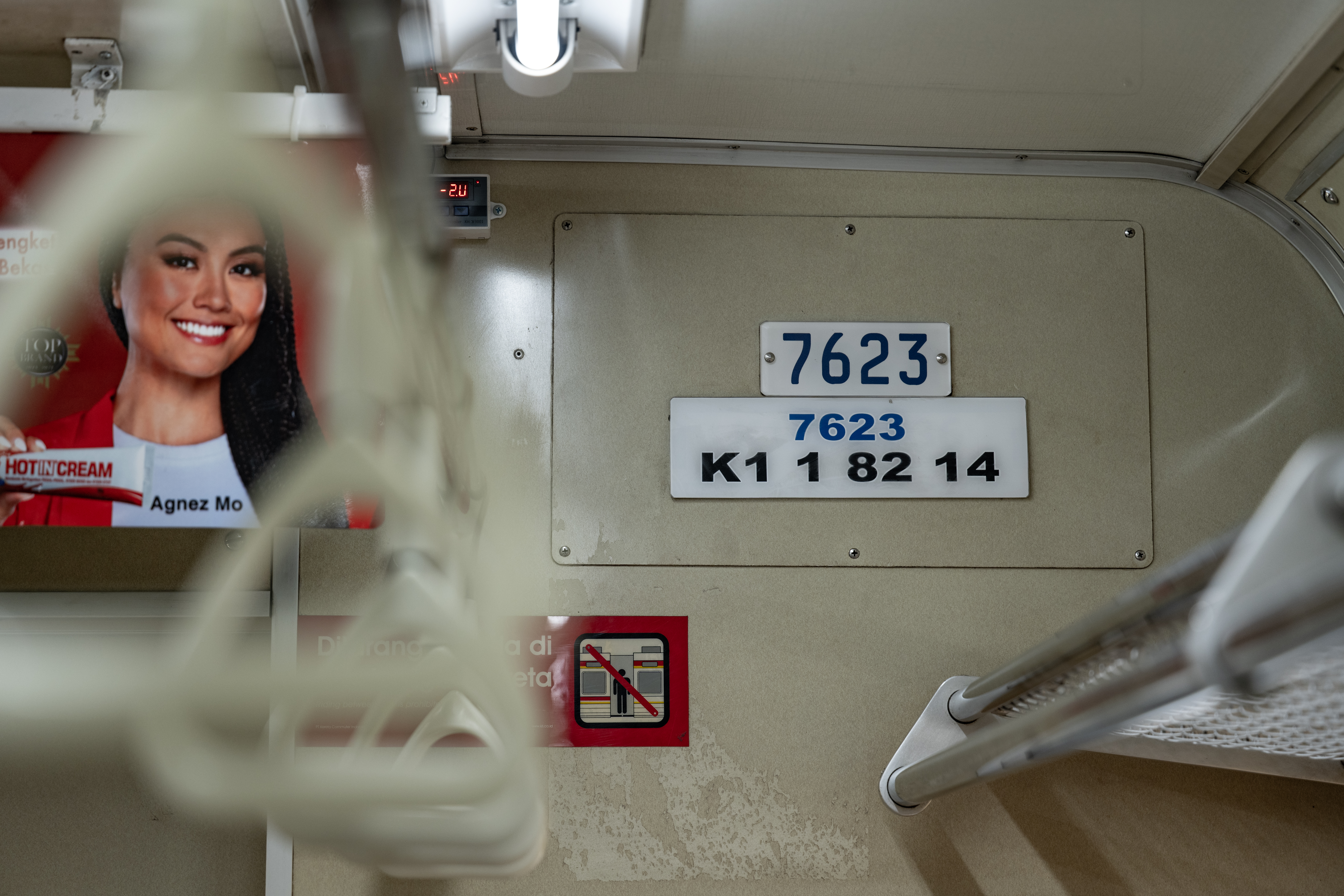
KCI仕様の車号室内銘板(7623号車)

廃車となった編成のうち、10両編成4本（40両）についてはPT Kereta Commuter Indonesia（以降PT KCI）が購入した。
廃車となった7000系は東京木材埠頭へと運ばれ、そこから海上輸送にてインドネシアへと運送された。2010年4月から第17→21→22編成の順に輸送されており、7月に輸送された第23編成をもって完了した。2020年以降は、インドネシア政府の方針転換によって現地での中古車両購入が禁止されたため、運用終了及び廃車後の売却は行われなかった。
このうち第21編成は2013年12月9日に発生した踏切事故で1両が全焼したため、廃車となっている。

### 17000系への置換による廃車
副都心線対応改造や有楽町線・副都心線兼用車両へ統一され副都心線カラーの車両だけ運用されていたが、初期編成の竣工から約40年が経過し、特に走行時の横揺れが災いするなど、電気機器装置の老朽化が進んでいること、CBTC対応装置を新規搭載するスペースがないことから、置き換えが決定した。
2018年の東京メトロ調達予定では、有楽町線・副都心線車両の増備が15編成分（本系列の8両編成全編成分に相当）計画されていた。
2019年3月発表の中期経営計画「東京メトロプラン2021」によると2020年度より本形式の置き換えを目的とした17000系の導入が公表された。2020年度から2022年度にかけて現在の7000系と同数の10両編成6本と8両編成15本を製造する予定となっており、それに先立って2020年11月には故障により運用を離脱していた8両編成の第15編成が先行的に新木場車両基地へ回送(その後翌年5月に廃車)された。2021年2月には同形式の営業運転投入に伴う運用離脱及び廃車が第10編成を皮切りに発生しており、
その後は同年5月までに第18・04・02・05編成の順で運用を離脱し廃車された。同年6月から10月にかけては、先述の第15編成に加えて8両編成の第13・09・28・03編成が運用を離脱・廃車となった。しかしその際、17000系80番台(8両編成)がまだ営業運転に就ける状態でないにもかかわらず、8両編成の予備車が不足する状況になったため、8月以降は10000系の第45・44・41編成を一時的に8両化して稼働数を補っていた。2021年10月28日に17000系80番台が営業運転を開始すると、10000系の3編成は順次10両編成に復帰したが、押し出される形で本系列最後の10両編成である第01編成が10月29日をもって営業運転を終了した。同年11月以降は残された8両編成10本の置き換えが急速に進み、2022年4月の第34編成をもって本系列の定期運用が終了した。
なお、本系列の運用終了に際しても日比谷線03系と同様にさよなら運転等のイベントは行われなかった。これについて東京メトロは「千代田線6000系の引退時、一部の鉄道ファンが車両やホームに殺到したことによる混乱により、運行に支障や、多くのお客様にご迷惑がかかる事態となったことに鑑み、引退イベント等は見合わせることとした」が理由であり、ラストランの代替イベントとして定期運用終了後に引退記念スタンプラリーが開催された。

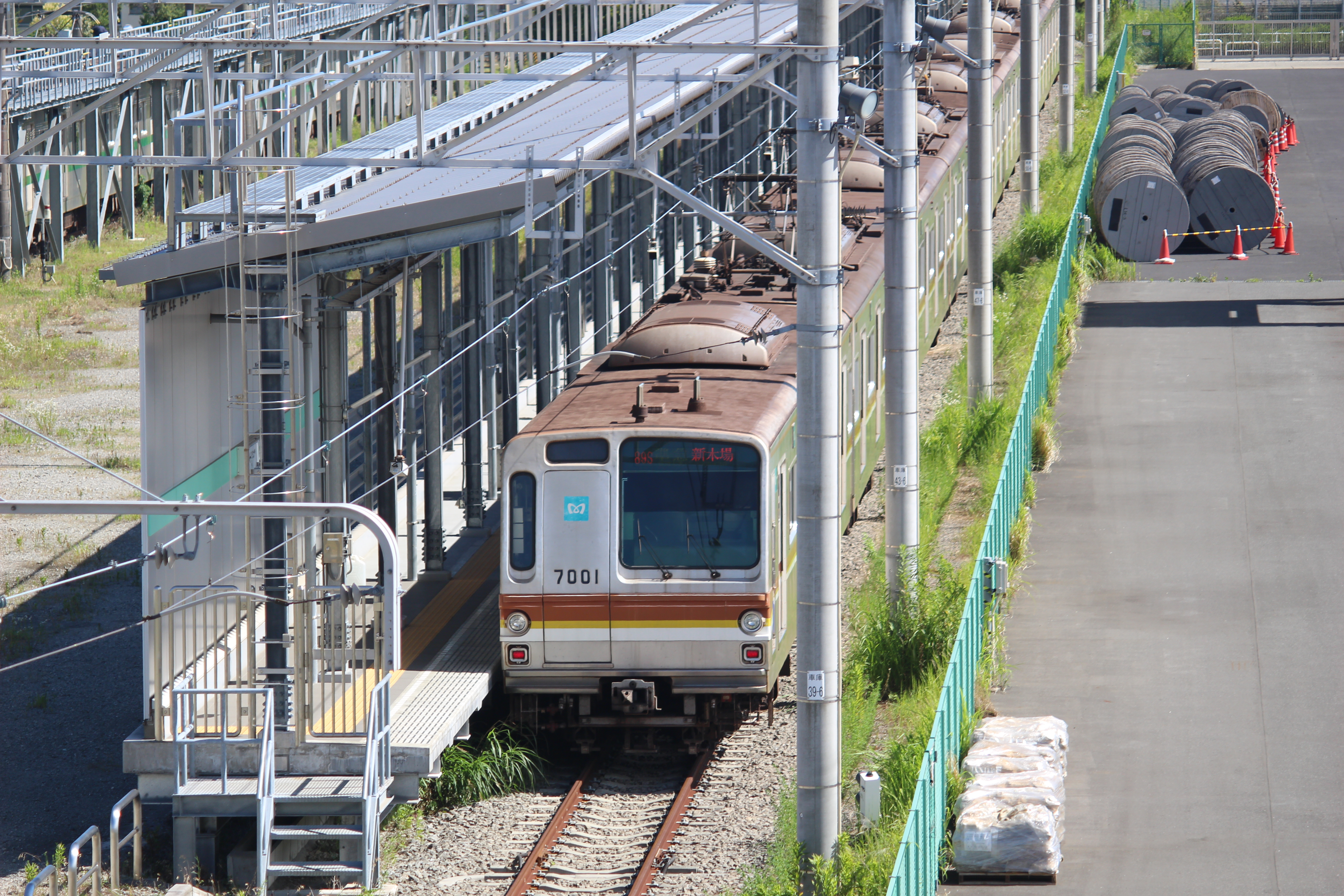
新木場車両基地内のセンター東駅に停車している第1編成

また2022年6月1日現在、第01編成は新木場車両基地の訓練線に留置されている。